# Operazione Lumberjack
Operazione Lumbejack fu il nome in codice di una vasta offensiva sferrata nella Renania meridionale dalle forze degli Stati Uniti d'America tra il 1º e il 22 marzo 1945, nell'ambito dei più basti eventi della campagna della Renania della seconda guerra mondiale. Parte di una serie di offensive a ripetizione progettate dal comandante supremo delle forze degli Alleati occidentali, il generale Dwight D. Eisenhower, volte ad annientare le truppe tedesche schierate a ovest del Reno, l'operazione era affidata alla direzione del Twelfth United States Army Group del generale Omar Bradley; le forze tedesche a lui contrapposte erano raccolte nell'Heeresgruppe B del feldmaresciallo Walter Model, ma erano gravemente sotto organico, con scarse unità corazzate e prive di riserve con cui tamponare eventuali sfondamenti.
L'offensiva delle forze di Bradley si sviluppò a partire dal 1º marzo 1945 con una manovra a tenaglia. A nord, la First United States Army del generale Courtney Hodges attaccò verso est conquistando il 7 marzo la grande città di Colonia sul Reno, per poi piegare a sud lungo il fiume e tagliare la via di ritirata alle forze tedesche schierate nella regione montuosa dell'Eifel, al confine con il Belgio. Contemporaneamente, a sud la Third United States Army del generale George Smith Patton sfondò il fronte tedesco nell'Eifel meridionale, avanzò verso est e raggiunse il Reno a nord di Coblenza, chiudendo l'ultima via di ritirata alle forze nemiche.
Un inaspettato colpo di scena si verificò il 7 marzo: approfittando della confusione nelle linee tedesche, un reparto statunitense raggiunse di sorpresa Remagen e catturò un importante ponte sul fiume Reno; Hodges non si fece sfuggire l'occasione, e benché ciò non rientrasse nei piani originari la First Army fece rapidamente affluire numerosi reparti nella testa di ponte creata a est del Reno. La battaglia per l'ampliamento della testa di ponte proseguì fino al 22 marzo, consentendo agli statunitensi di consolidare la posizione; la testa di ponte fu poi proficuamente sfruttata più avanti alla fine di marzo nell'ambito delle offensive finali sferrate verso il cuore della Germania nazista.

## Antefatti

### Il "fronte ampio" di Eisenhower
Alla fine del gennaio 1945 la linea del fronte nel settore centrale del fronte occidentale era tornata grossomodo a quella esistente a prima dell'inizio dell'offensiva delle Ardenne. Iniziato il precedente 16 dicembre 1944, l'attacco tedesco nella zona delle Ardenne si era risolto in un costoso fallimento: sfruttando l'effetto sorpresa le forze della Wehrmacht avevano scavato un profondo saliente nel fronte del Twelfth United States Army Group del generale Omar Bradley, ma la manovra avvolgente lanciata in direzione della Mosa era stata infine bloccata dalle riserve degli Alleati. Attaccato da nord dalla First United States Army del generale Courtney Hodges e, da sud, dalla Third United States Army del generale George Smith Patton, il saliente era infine progressivamente collassato mentre le forze tedesche venivano ricacciate fuori dal Belgio e dal Lussemburgo alla volta della stessa Germania. L'inizio, il 12 gennaio 1945, di un vasto attacco sovietico sul fronte orientale portò a cancellare ulteriori progetti offensivi tedeschi a ovest: una delle due armate corazzate impegnate nell'attacco nelle Ardenne (la 6. SS-Panzer-Armee) fu ritirata dal fronte e spedita a est, mentre le restanti forze della Wehrmacht, gravemente a corto di uomini ed equipaggiamenti persi in gran numero nella recente offensiva, ricevettero l'ordine di attestarsi a difesa del confine tedesco dietro le vecchie fortificazioni della "Linea Sigfrido".
Superato il periodo di crisi causato dall'attacco tedesco nelle Ardenne, il comandante supremo delle forze degli Alleati occidentali generale Dwight D. Eisenhower poté ritornare ai suoi piani per un'offensiva finale alla volta del cuore della Germania nazista. I piani stabiliti fin da prima dello sbarco in Normandia prevedevano due massicce spinte offensive lanciate in direzione del fiume Reno: la prima, a nord delle Ardenne, doveva concretizzarsi in un'avanzata attraverso la Renania settentrionale fino a portare le forze alleate ad attraversare il Reno a nord della grande area industriale della Ruhr; la seconda, a sud delle Ardenne, doveva portare all'occupazione dell'area industriale della Saarland e all'attraversamento del Reno a sud della Ruhr. Le due branche si sarebbero poi riunite alle spalle della Ruhr, tagliando fuori la Wehrmacht dai suoi principali centri di produzione bellica. Questo piano venne rivisto da Eisenhower verso la fine del 1944: la fuoriuscita dalla testa di ponte della Normandia e l'avanzata attraverso la Francia settentrionale e il Belgio avevano mostrato che i servizi logistici degli Alleati non erano in grado di supportare adeguatamente un simile sforzo offensivo, e molte delle armate alleate lanciate all'offensiva avevano dovuto rallentare la marcia a causa della mancanza di carburante e rifornimenti adeguati; nel corso della campagna della Linea Sigfrido del settembre-dicembre 1944, inoltre, la Werhmacht tedesca aveva dato mostra di sapersi riprendere molto velocemente dalle sconfitte, opponendo una feroce difesa alle prime offensive alleate sferrate in direzione del confine tedesco.

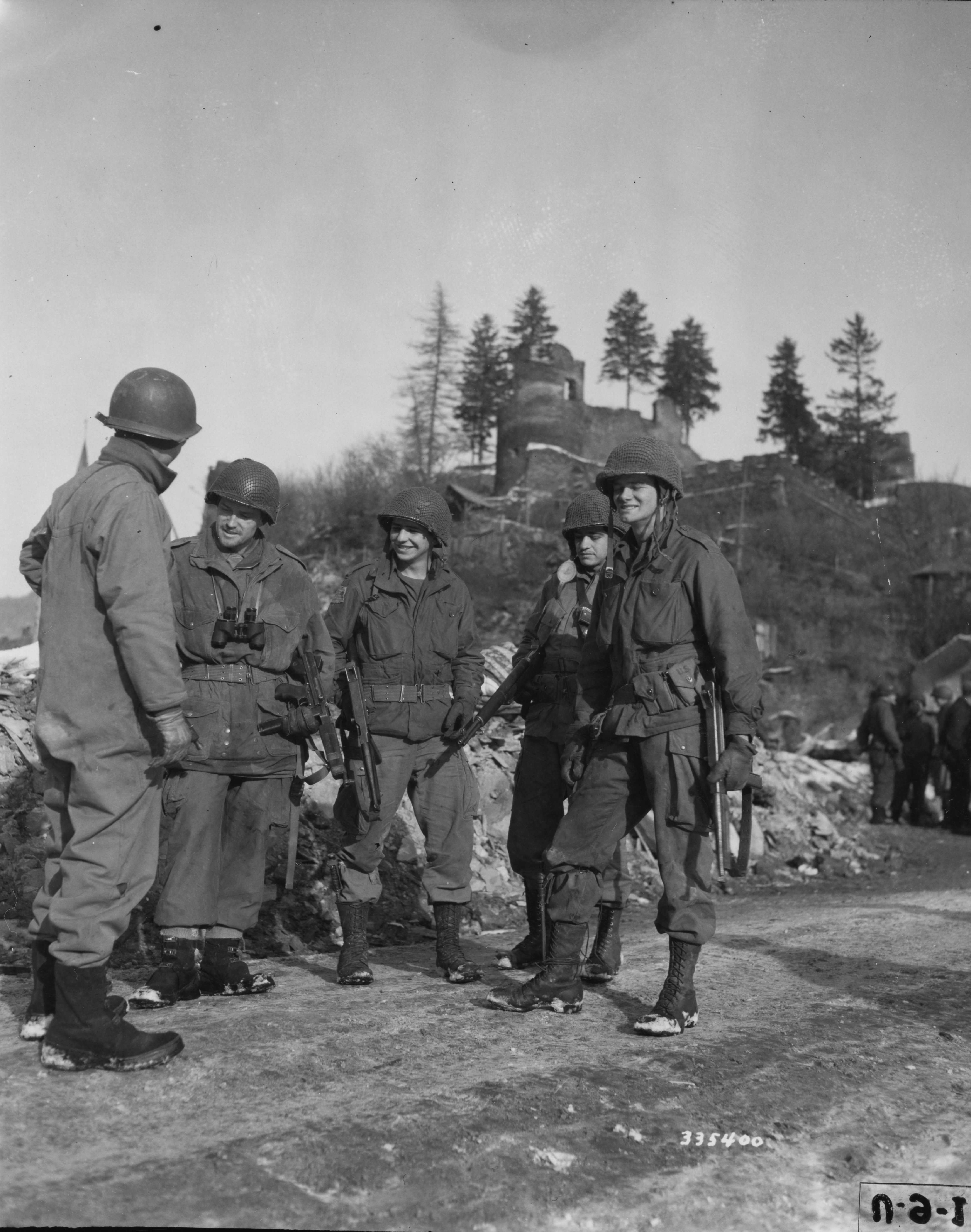
Soldati della First e Third Army statunitensi si incontrano a La Roche il 14 gennaio 1945, sancendo l'eliminazione del saliente tedesco nelle Ardenne

Per la ripresa della spinta offensiva alleata nel febbraio 1945, Eisenhower aveva ora un nuovo piano: invece di sferrare singole offensive poderose volte ad attraversare il Reno il più velocemente possibile, gli Alleati dovevano concentrarsi su una serie di azioni più piccole lanciate in successione una dopo l'altra nelle regioni a ovest del corso d'acqua, finalizzate ad annientare la maggior parte delle forze tedesche qui schierate impedendogli di ritirarsi dietro la barriera difensiva rappresentata dal grande fiume. In particolare, nessun attraversamento del Reno sarebbe stato tentato fino a che tutti e tre i gruppi d'armate agli ordini di Eisenhower (oltre al Twelfth Army Group di Bradley al centro, il 21st Army Group anglo-canadese del generale Bernard Law Montgomery a nord e il Sixth United States Army Group franco-statunitense del generale Jacob Devers a sud) si fossero allineati lungo la sponda occidentale del fiume. Questa strategia del "fronte ampio" avrebbe consentito ai servizi logistici di sostenere adeguatamente un singolo gruppo d'armate mentre gli altri rimanevano sulle loro posizioni, evitando un altro rallentamento dell'avanzata dato dalla carenza di rifornimenti; avrebbe inoltre impedito ai tedeschi di impiegare tutte le loro riserve per tamponare un singolo punto di sfondamento, costringendoli invece a fare fronte ad attacchi lungo tutta l'estensione del fronte occidentale. Il piano obbediva anche a una certa logica politica, ripartendo l'onere delle operazioni su tutte le forze alleate a occidente e consentendo a tutti i contingenti nazionali di dare il proprio contributo alla sconfitta finale della Germania nazista: un tema alquanto sensibile nel 1945, in particolare perché il continuo afflusso di nuove divisioni dagli Stati Uniti stava consegnando a questi ultimi il ruolo di forza principale a ovest, relegando invece le truppe del Regno Unito, alle prese con gravi carenze di manodopera, da membro paritario a componente secondaria delle armate di Eisenhower.

### Operazioni preliminari

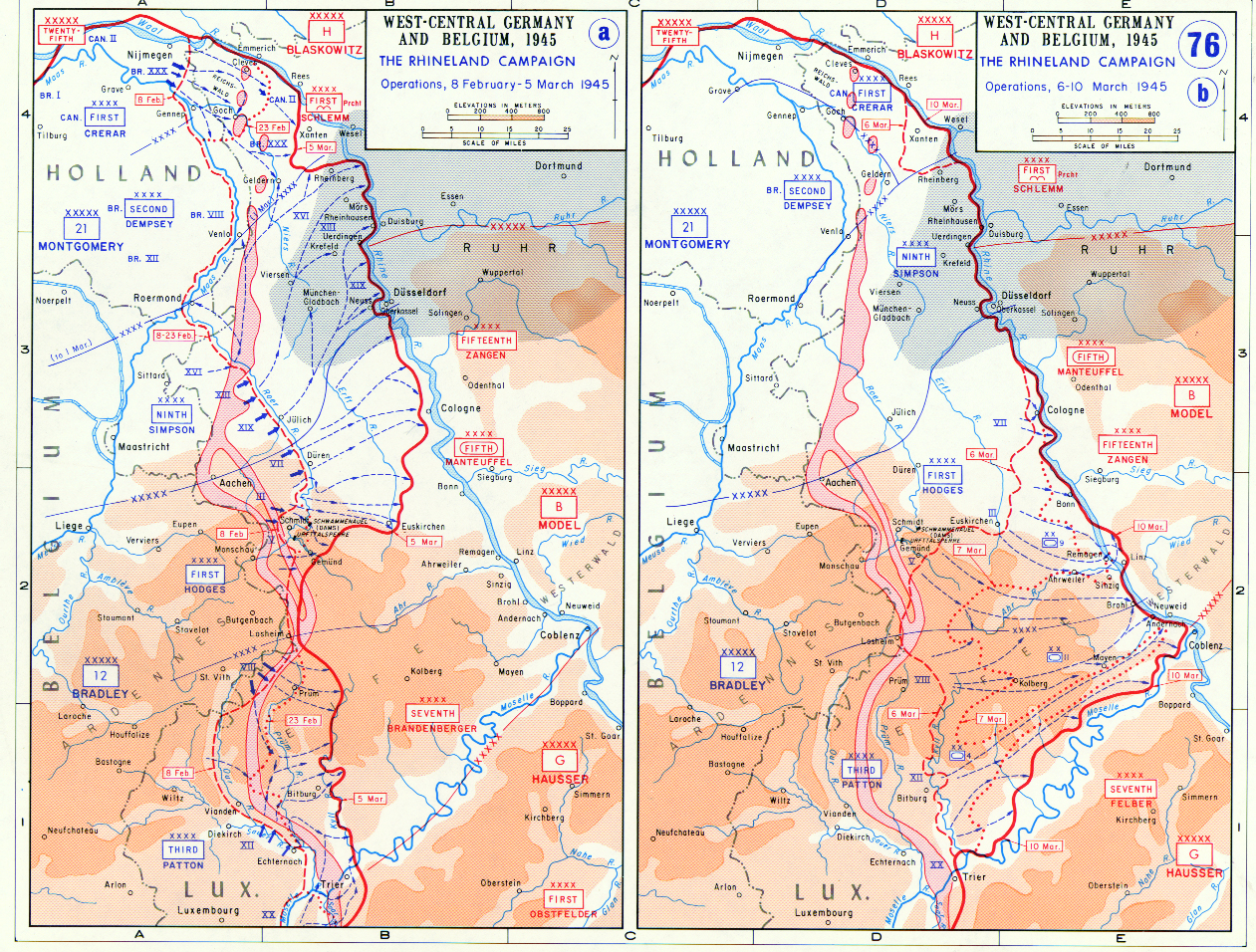
Carta generale della campagna alleata in Renania: a sinistra le operazioni dall'8 febbraio al 5 marzo 1945, a destra le operazioni dal 6 al 10 marzo 1945

La strategia del "fronte ampio" era avversata dai due principali subordinati di Eisenhower, il britannico Montgomery e lo statunitense Bradley, in particolare perché ognuno di essi rivendicava per il proprio gruppo d'armate il privilegio di sferrare un'unica massiccia offensiva verso il Reno e oltre di esso, ovviamente deviando a proprio vantaggio tutte le risorse disponibili degli Alleati sul fronte occidentale. Bradley poi fu contrariato dalla decisione di Eisenhower di iniziare la serie di offensive in successione partendo proprio dal settore del 21st Army Group di Montgomery, e di mantenere agli ordini di quest'ultimo in vista dell'operazione una delle armate prima parte del Twelfth Army Group statunitense, la Ninth United States Army del generale William Hood Simpson, il cui controllo sarebbe stato restituito a Bradley solo dopo l'attraversamento del Reno; in vista della progettata offensiva di Montgomery, inoltre, ulteriori divisioni statunitensi sarebbero state spostate dai ranghi del Twelfth Army Group a quelli della Ninth Army di Simpson. In effetti, il piano generale per le offensive di Eisenhower a ovest del Reno sembrava relegare il Twelfth Army Group a un ruolo secondario, anche se principalmente per questioni geografiche: il terreno che le armate di Bradley si trovavano di fronte, dominato dalla regione montuosa e fittamente boscosa dell'Eifel, era poco adatto a operazioni in profondità di reparti meccanizzati, e i punti di attraversamento del Reno più facili si trovavano più a nord nel settore di Montgomery o più a sud in quello di Devers. La Third Army di Patton, il fianco meridionale delle forze di Bradley, poteva forse cercare qualche punto di attraversamento sull'alto corso del Reno al confine del settore assegnato a Devers, ma il destino della First Army di Hodges sul fianco settentrionale sembrava quello di attestarsi sul fiume e aspettare che le altre armate lo passassero prima di lei.

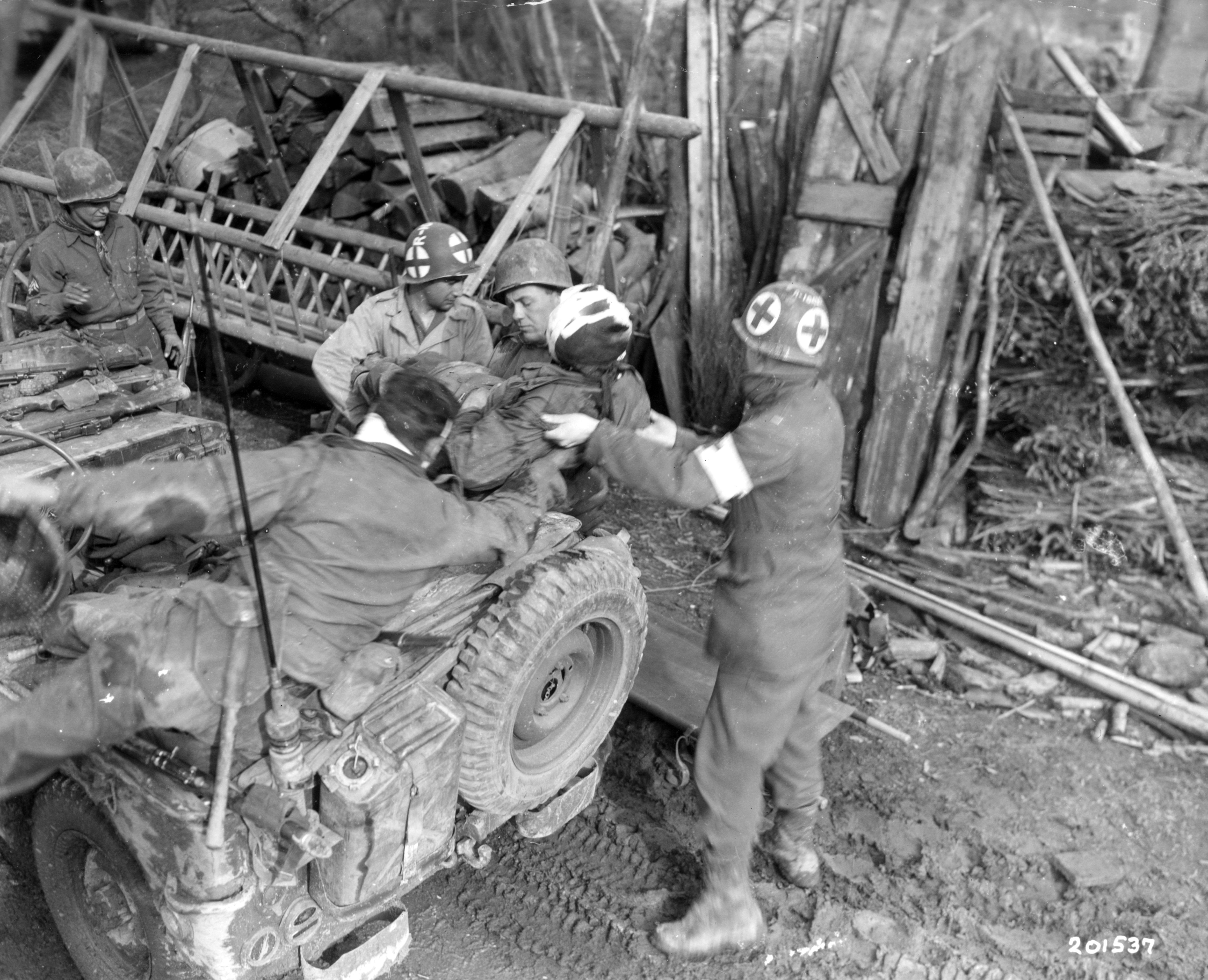
Feriti statunitensi sono evacuati nelle retrovie durante gli scontri nella zona di Treviri alla fine di febbraio 1945

Approfittando del metodico periodo di pianificazione intrapreso da Montgomery prima di lanciare la sua offensiva (l'operazione Veritable, prevista per l'8 febbraio), alla fine di gennaio 1945 Bradley propose a Eisenhower di far precedere l'offensiva del 21st Army Group da un attacco della First Army di Hodges nella regione dell'Eifel: muovendo dalla linea compresa tra Monschau e Sankt Vith lungo il confine belga-tedesco, le forze statunitensi dovevano prendere il nodo stradale di Euskirchen una cinquantina di chilometri più a est, porta di accesso alla pianura alle spalle dell'Eifel, e avanzare quindi fino alla sponda occidentale del Reno. Oltre che a considerazioni di ordine "politico", come il consentire alle forze della First Army di riscattare lo sbandamento iniziale subito durante l'offensiva delle Ardenne avanzando per prime sul Reno o il tenere impegnate le divisioni statunitensi in modo da ritardarne il trasferimento dal gruppo d'armate di Bradley alla Ninth Army di Simpson subordinata a Montgomery, il piano puntava a sfruttare il momento favorevole dato dalla ritirata tedesca dal saliente delle Ardenne, impedendo alla Werhmacht di approfittare della pausa nelle operazioni statunitensi per riorganizzarsi dietro le difese della Linea Sigfrido. Eisenhower approvò l'operazione, ma solo a patto che essa realizzasse uno sfondamento rapido delle difese tedesche; in mancanza di un «successo decisivo», essa doveva essere immediatamente fermata. L'attacco della First Army, scattato il 28 gennaio, non andò secondo i piani di Bradley e Hodges: la resistenza tedesca fu in effetti sporadica e disorganizzata, ma le pessime condizioni meteo invernali, con nevicate insolitamente abbondanti, cieli coperti e strade completamente ricoperte di ghiaccio, trasformarono l'avanzata statunitense in un lento strisciare in avanti. In tre giorni di operazioni i reparti statunitensi riuscirono solo a coprire il terreno compreso tra la frontiera e le prime fortificazioni della Linea Sigfrido, e il 1º febbraio Eisenhower ordinò di fermare l'offensiva.
Sette divisioni statunitensi furono ritirare dai ranghi del Twelfth Army Group e inviate a rinforzare la Ninth Army; la First Army dovette abbandonare momentaneamente l'idea di un'avanzata verso est alla volta del Reno, e fu incaricata di condurre un'operazione secondaria sussidiaria alla più ampia offensiva di Montgomery: catturare le dighe del fiume Roer a nord-est di Monschau, in modo che i tedeschi non potessero aprirle quando la Ninth Army di Simpson avesse tentato di attraversare il fiume più a valle. Se l'ordine di fermare le offensive su vasta scala fu perentorio, tuttavia Eisenhower autorizzò informalmente Bradley a continuare a condurre operazioni di portata più ridotta lungo il fronte del Twelfth Army Group, sia per impedire ai tedeschi di ritirare truppe da inviare a contrastare l'attacco di Montgomery, sia per stabilire una linea migliore da cui sferrare la successiva offensiva verso il Reno; in particolare, gli statunitensi dovevano attestarsi lungo la linea compresa tra Gemünd e Prüm, lasciandosi alle spalle la difficile regione boscosa dello Schnee Eifel. Tra il 1º e il 6 febbraio la First Army di Hodges continuò una lenta spinta offensiva nell'Eifel, superando alcune zone di fortificazioni tedesche ma trovando ancora una volta l'ostacolo principale nella neve e nel ghiaccio; alla fine, prima che l'attacco si arenasse del tutto, gli statunitensi si assicurarono il controllo del terreno elevato che dominava Gemünd da ovest. Deludente per gli statunitensi fu invece l'esito della battaglia delle dighe del Roer: iniziato il 4 febbraio, l'attacco della First Army per assicurarsi le dighe procedette con lentezza esasperante, ritardato dalla resistenza tedesca, dal terreno impervio e dal pessimo meteo. Le dighe furono catturate intatte entro il 10 febbraio, ma i tedeschi avevano aperto le valvole di scarico inondando il bacino del Roer con un flusso potente e costante di acqua; previsto per quello stesso 10 febbraio, l'assalto della Ninth Army attraverso il fiume (operazione Grenade) dovette essere posticipato fino al 23 febbraio.

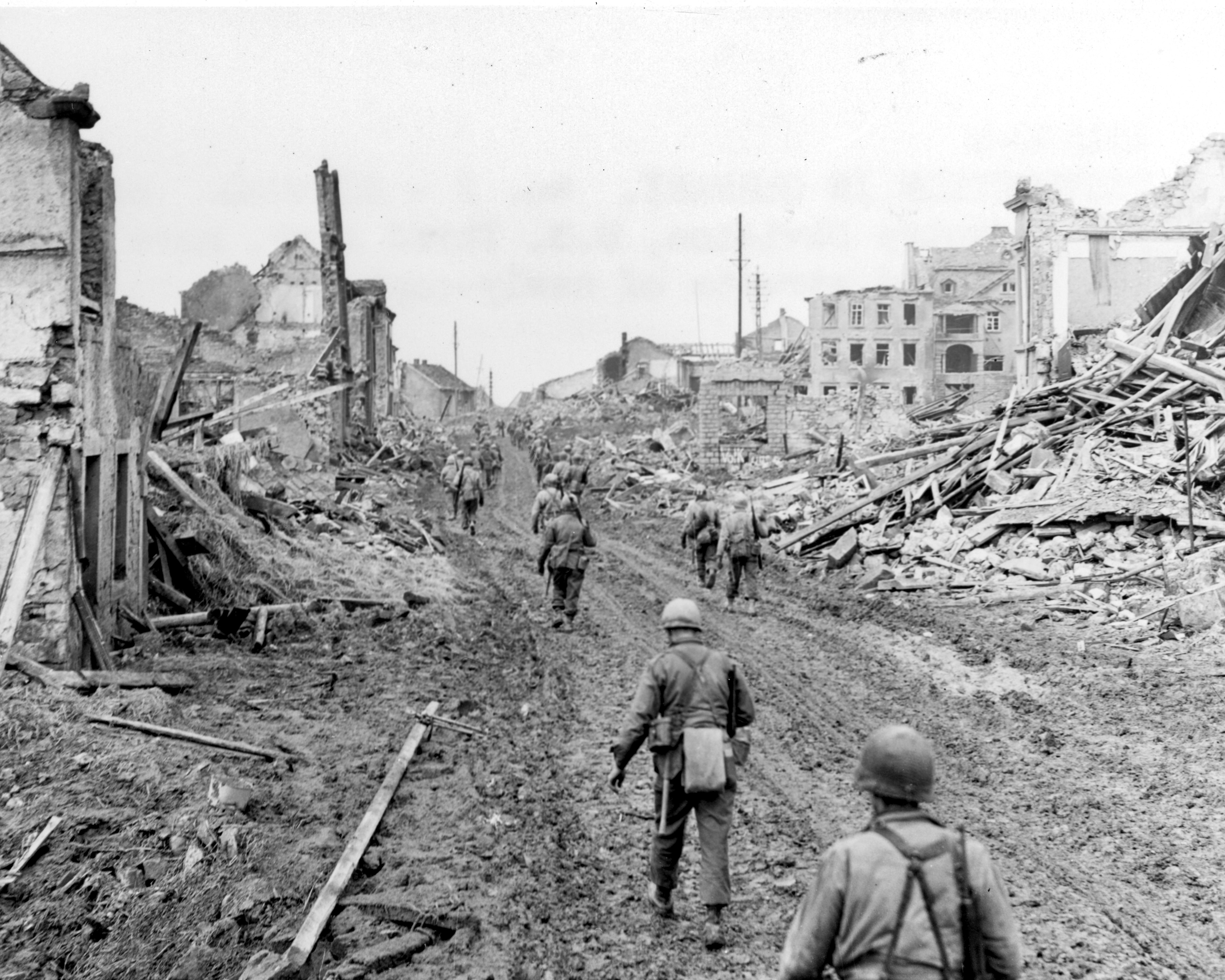
Soldati della Third Army tra le rovine dell'appena catturata Bitburg il 28 febbraio 1945

Sul fianco meridionale del Twelfth Army Group, la Third Army iniziò una serie di offensive di portata limitata lungo il suo intero fronte; Eisenhower aveva autorizzato la Third Army a condurre "attacchi di prova" per migliorare le sue posizioni e impedire lo sganciamento di truppe tedesche da inviare come rinforzo in altri settori, e Patton interpretò questa autorizzazione nel modo più ampio possibile ordinando attacchi praticamente costanti per tutto febbraio. A partire dal 4 febbraio, l'ala settentrionale delle forze di Patton si aprì progressivamente la via attraverso i bunker della Linea Sigfrido, catturando le rovine del villaggio di Prüm il 12 febbraio e attestandosi sulla sponda occidentale dell'omonimo fiume; il collasso della rete stradale belga e lussemburghese, dato da un alternarsi di gelo e disgelo che trasformò le strade in pantani di fango, obbligò infine Patton a fermare l'avanzata per ristabilire la situazione logistica alle spalle del fronte. Al centro, le forze di Patton lanciarono il 6 febbraio un attacco oltre il fiume Sauer, eliminarono un saliente tedesco stabilito attorno a Vianden e avanzarono lentamente verso est per più di 40 chilometri fino a catturare, il 28 febbraio, la cittadina di Bitburg; gli statunitensi si attestarono quindi sulla riva occidentale del fiume Kyll, dopo essersi lasciati alle spalle la parte più dura delle difese della Linea Sigfrido e con solo altri 80 chilometri di terreno molto meno impegnativo a separarli dal Reno. Nel settore meridionale del suo fronte, infine, la Third Army mosse all'assalto delle postazioni tedesche rimaste in un triangolo di territorio compreso tra i fiumi Mosella a ovest e Saar a est, a sud-ovest dell'antica città di Treviri: dopo alcuni attacchi di preparazione condotti alla metà di gennaio, l'offensiva per scacciare i tedeschi dal triangolo prese piede a partire dal 2 febbraio, sviluppandosi in altri duri combattimenti con i difensori asserragliati nelle fortificazioni della Linea Sigfrido, proseguiti per tutto febbraio. Alla fine, le forze statunitensi sgombrarono il triangolo, passarono il corso del fiume Saar stabilendo una testa di ponte sulla sua sponda orientale e, avanzando verso nord, catturarono di sorpresa Treviri il 1º marzo dopo aver scovato un ponte ancora intatto sulla Mosella. Con queste azioni, la Third Army aprì un varco enorme nella Linea Sigfrido e si creò due interessanti prospettive di sfruttamento strategico: attaccare a sud-est di Treviri verso la zona industriale della Saarland, o attaccare a est lungo la valle della Mosella fino ad arrivare al Reno a Coblenza.

## Piani e schieramenti

### Statunitensi

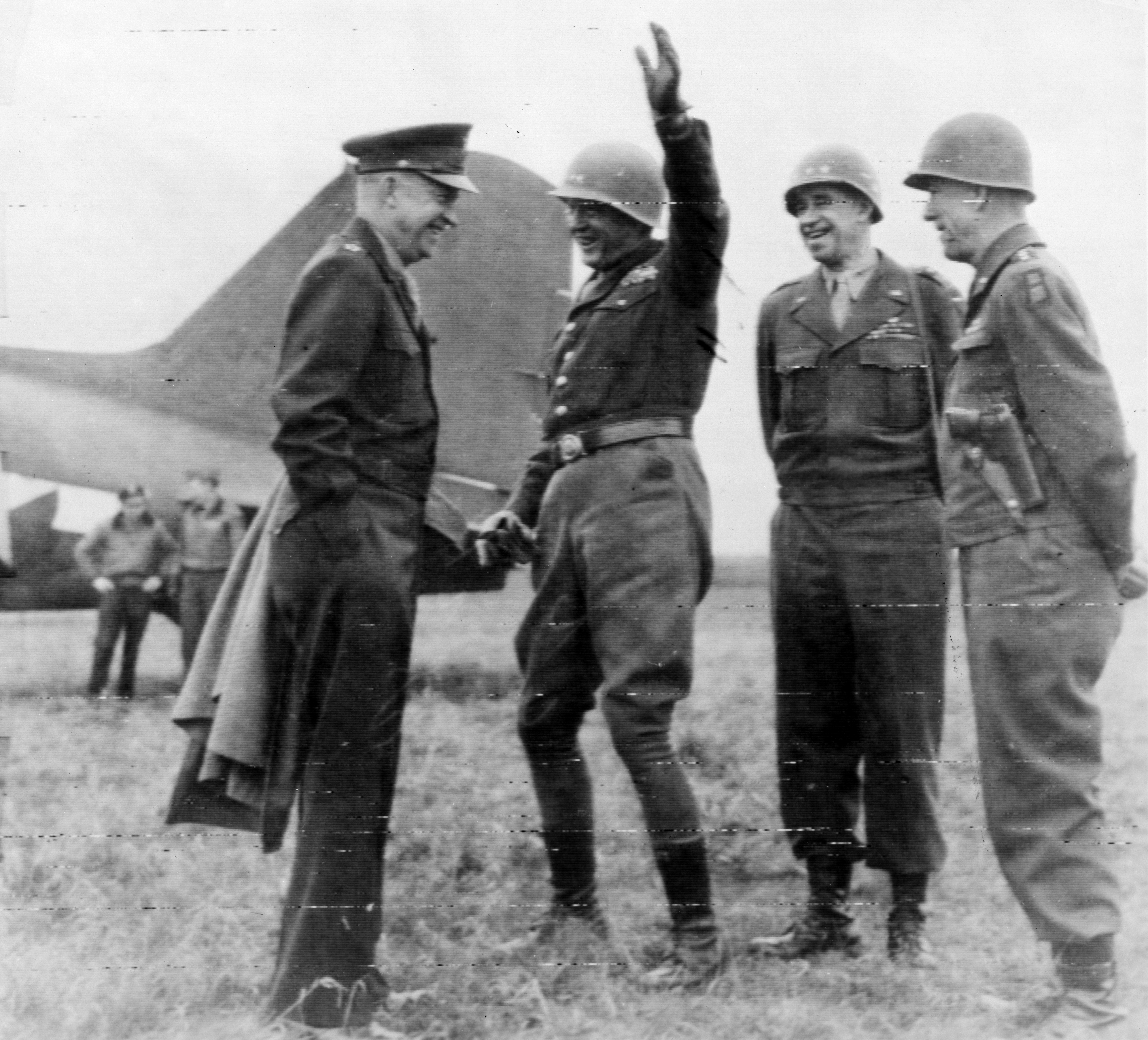
Alti ufficiali statunitensi riuniti nel marzo 1945: da sinistra, Eisenhower, Patton, Bradley e Hodges

L'attacco delle unità anglo-canadesi di Montgomery nel nord della Renania l'8 febbraio era stato inizialmente rallentato dalla dura resistenza dei tedeschi, che qui avevano fatto affluire quanto restava delle loro riserve; l'azione alleata aveva però ripreso slancio il 23 febbraio, quando la Ninth Army di Simpson, affiancata sulla destra dal corpo d'armata più settentrionale della First Army, aveva lanciato l'assalto oltre il Roer: il fronte tedesco lungo il fiume era collassato, e i reparti statunitensi avanzarono in profondità raggiungendo la sponda del Reno tra Wesel e Düsseldorf. Verso la fine di febbraio 1945, Eisenhower si ritenne quindi sufficientemente soddisfatto dall'andamento dell'offensiva del 21st Army Group di Montgomery da autorizzare Bradley a preparare la sua spinta offensiva finale verso il Reno, denominata operazione Lumberjack ("taglialegna" in lingua inglese).
Agendo come parte dell'operazione Grenade della Ninth Army, il VII Corps del generale Joseph Collins, appartenente alla First Army di Hodges, aveva passato il Roer all'altezza di Düren il 23 febbraio, andando poi ad attestarsi il 27 febbraio lungo la sponda occidentale del fiume Erft nei pressi di Elsdorf. Al fine di proteggere il fianco destro della Ninth Army diretto a Düsseldorf, il VII Corps doveva attaccare verso est per sgombrare dal nemico il triangolo di terra compreso tra l'Erft e il Reno, per poi scendere verso sud lungo la sponda del Reno e andare a occupare la grande città di Colonia. Mentre Collins procedeva verso sud, gli altri due corpi d'armata della First Army (il III Corps del generale John Millikin sulla sinistra e il V Corps del generale Clarence R. Huebner sulla destra) avrebbero ripreso la spinta offensiva verso est alla volta del nodo stradale di Euskirchen; da qui i due corpi dovevano procedere verso sud-est alla volta del Reno, occupandolo nel tratto compreso tra la città di Bonn e la confluenza del Reno stesso con il suo affluente Ahr nei pressi dell'abitato di Sinzig. La Third Army di Patton avrebbe, nel frattempo, impiegato i suoi due corpi d'armata schierati più a nord in un attacco frontale verso est: il VIII Corps del generale Troy Middleton avrebbe attaccato a partire da Prüm, puntando a ricongiungersi con le unità della First Army alla confluenza dell'Ahr con il Reno per intrappolare in una sacca le forze tedesche rimaste nell'Eifel; il XII Corps del generale Manton S. Eddy avrebbe mosso dalla zona di Bitburg puntando a raggiungere il Reno all'altezza di Coblenza. Il terzo dei corpi d'armata di Patton, il XX Corps del generale Walton Walker, doveva invece continuare la spinta da Treviri e ripulire dal nemico la sponda settentrionale della Mosella.

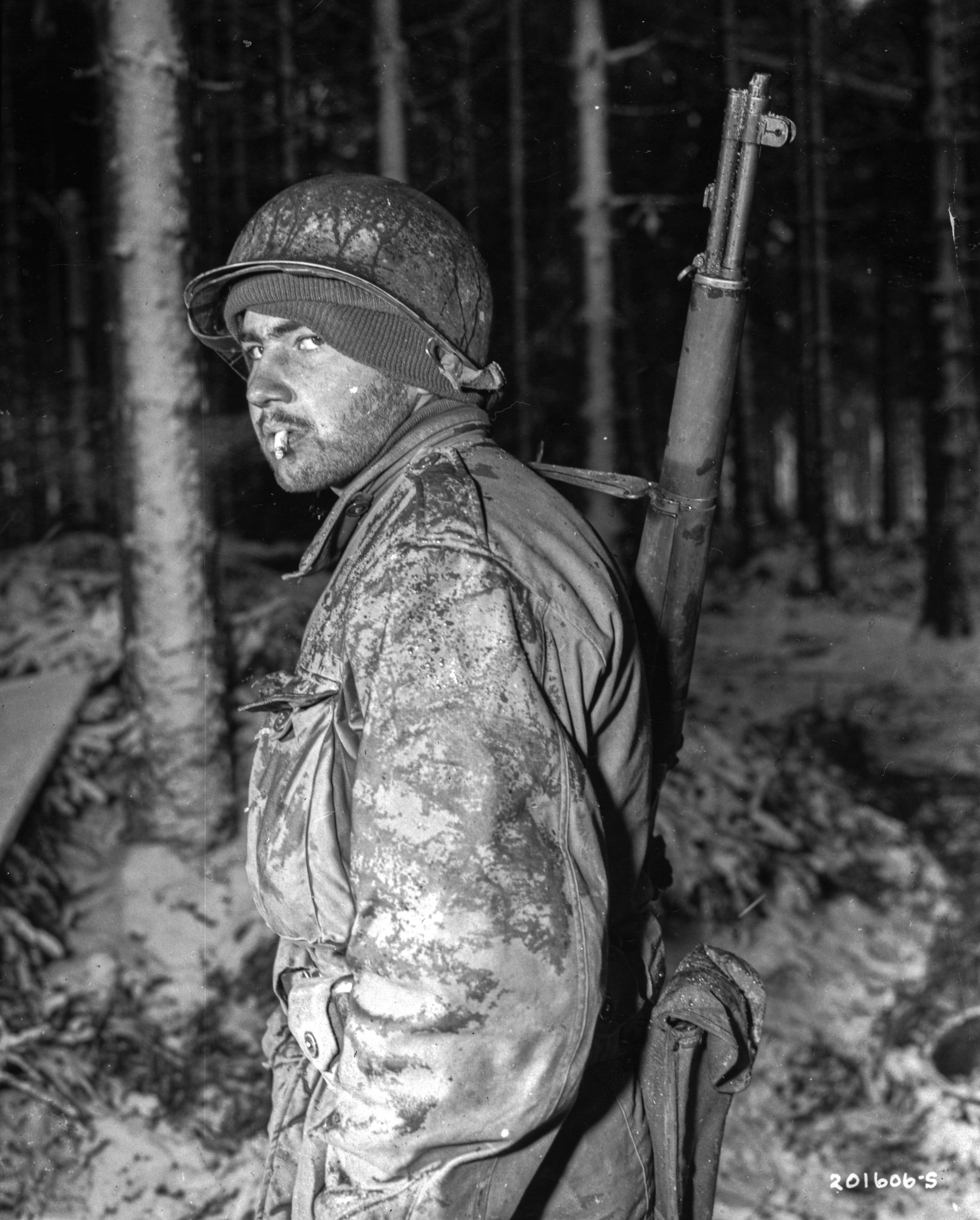
Un soldato statunitense al rientro da una missione nei boschi nell'Eifel nel marzo 1945

Molti dei punti focali dell'operazione Lumberjack erano diretti verso grandi città dotate di importanti ponti sul fiume Reno, ma Bradley contava poco sulla possibilità di catturarne uno intatto per passare il fiume visto che i tedeschi avrebbero badato bene a farli saltare in aria al primo avvicinarsi dei reparti statunitensi. I ponti erano visti più che altro come punti di congestione del traffico tedesco: minacciarne la cattura avrebbe potuto portare ad accelerare la ritirata del nemico per paura di essere tagliato fuori, e la loro affrettata distruzione avrebbe consentito di intrappolare quante più unità sulla sponda ovest del fiume.
Nonostante la cessione di divisioni a favore della Ninth Army, nel marzo 1945 il Twelfth Army Group conservava una considerevole forza da combattimento: la First Army di Hodges aveva ai suoi ordini tre divisioni corazzate e nove di fanteria a piena forza oltre a due gruppi di cavalleria corazzata indipendenti, mentre la Third Army di Patton aveva tre divisioni corazzate, sette divisioni di fanteria e due gruppi di cavalleria corazzata. Le divisioni di fanteria disponevano di una propria componente corazzata aggregata, di solito nella forma di un battaglione di carri armati e uno di cacciacarri; in effetti, dopo le pesanti perdite nelle Ardenne, la maggior parte delle divisioni corazzate tedesche metteva in campo meno veicoli blindati di una divisione di fanteria statunitense. Le divisioni corazzate statunitensi erano unità inter-arma, strutturate internamente su tre combat command (designati come CCA, CCB e CCR) basati ciascuno su un battaglione di carri armati, uno di fanteria meccanizzata e uno di artiglieria semovente, e impiegabili in maniera separata l'uno dall'altro; il tempo pessimo aveva ostacolato le operazioni meccanizzate nel corso di gennaio e febbraio, ma in marzo iniziò a migliorare consentendo un uso più libero dei veicoli corazzati. Il supporto di fuoco ai reparti era schiacciante: oltre all'artiglieria propria delle divisioni, ciascun corpo d'armata disponeva di quattro battaglioni di obici da 155 mm, due di cannoni da 155 mm, uno di cannoni da 114 mm e uno di obici da 203 mm. Il VII Corps di Collins disponeva anche di un'ulteriore brigata di artiglieria pesante aggregata, con due battaglioni di cannoni da 203 mm e due di obici da 240 mm. La superiorità aerea degli Alleati era ormai schiacciante, e quando il meteo lo permetteva i reparti statunitensi potevano contare su un supporto costante di cacciabombardieri, mentre i bombardieri a lungo raggio colpivano i nodi di comunicazione e le retrovie dei nemico.

### Tedeschi

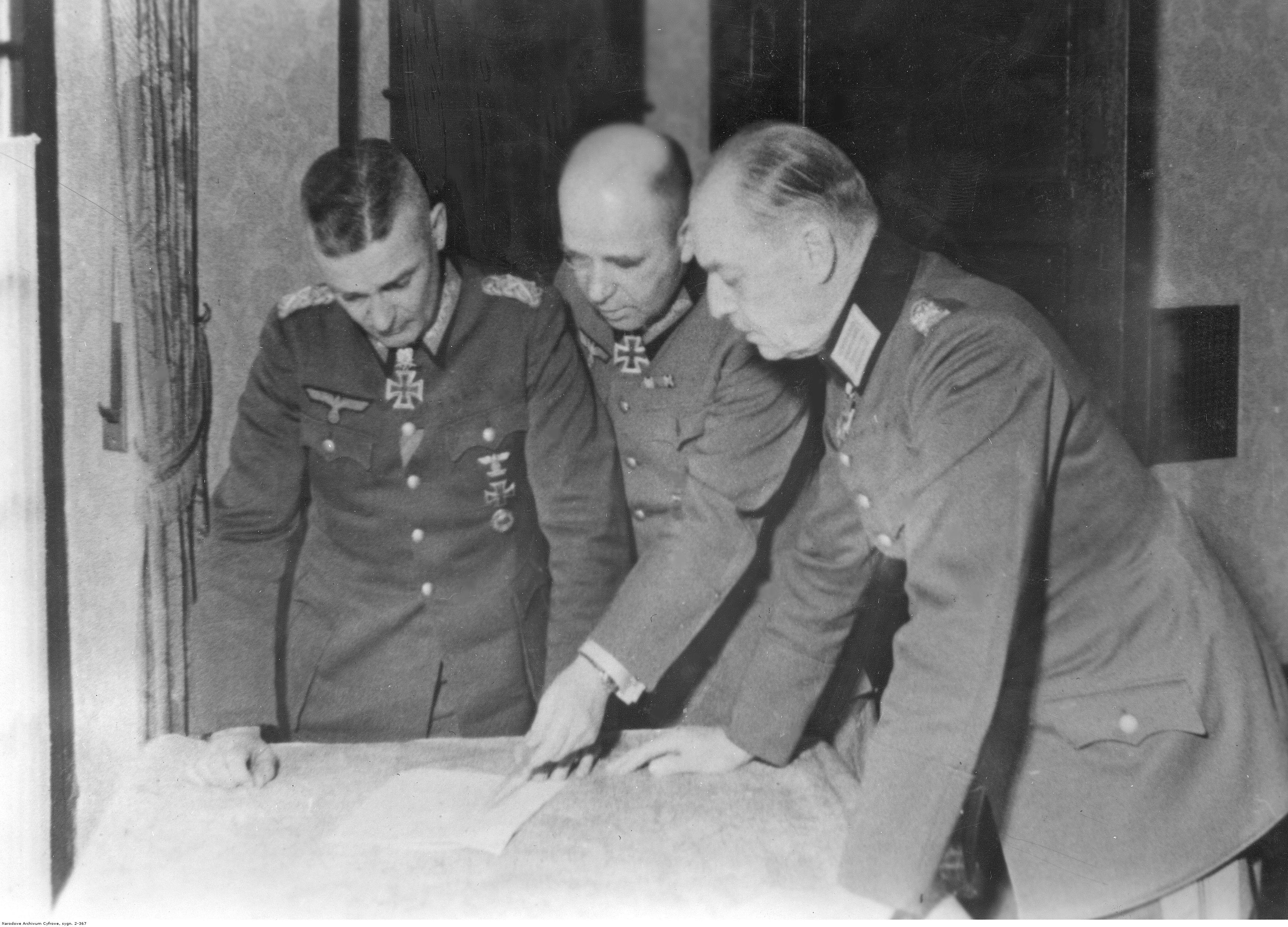
Riunione di alti ufficiali tedeschi: da sinistra, Model, Krebs e von Rundsted

La direzione delle operazioni belliche tedesche su fronte occidentale era responsabilità dell'Oberbefehlshaber West (OB West), retto nel marzo 1945 dal feldmaresciallo Gerd von Rundstedt. Sulla carta i tedeschi schieravano una struttura del tutto speculare alle forze di Eisenhower, e nel settore centrale del fronte al Twelfth Army Group di Bradley si contrapponeva l'Heeresgruppe B del feldamersciallo Walther Model, con tre armate schierate più o meno parallelamente alla Ninth, First e Third Army statunitensi.
Al 1º marzo il fianco settentrionale di Model era rappresentato dalla 5. Panzerarmee del generale Hasso von Manteuffel, la quale aveva rilevato il settore prima coperto dalla 15. Armee del generale Gustav-Adolf von Zangen, colpita in pieno e travolta dall'offensiva della Ninth Army attraverso il Roer; von Manteuffel aveva in linea lungo il corso del fiume Erft due corpi d'armata, il LVIII. Panzerkorps del generale Walter Krüger e il LXXXI Armeekorps del generale Friedrich Köchling, oltre a un corpo d'armata improvvisato con i resti della 9. e 11. Panzer-Division e posto agli ordini del generale Fritz Bayerlein (Pazerkorps Bayerlein). Von Zangen e il quartier generale della 15. Armee avevano assunto la responsabilità del settore centrale del fronte, con una forza di tre corpi d'armata: il LXXIV. Armeekorps del generale Carl Püchler difendeva il fianco nord davanti Euskirchen; il LXVII. Armeekorps del generale Otto Hitzfeld difendeva la zona centrale attorno a Gemünd; il LXVI. Armeekorps del generale Walther Lucht difendeva il fianco meridionale a nord di Prüm. Infine, la 7. Armee del generale Hans Felber si contrapponeva alla Third Army nell'area compresa tra Prüm a nord e il corso della Mosella a sud schierando in linea tre corpi d'armata: il LIII. Armeekorps del generale Edwin Graf von Rothkirch und Trach, il XIII. Armeekorps del generale Ralph Graf von Oriola e il LXXX. Armeekorps del generale Franz Beyer.

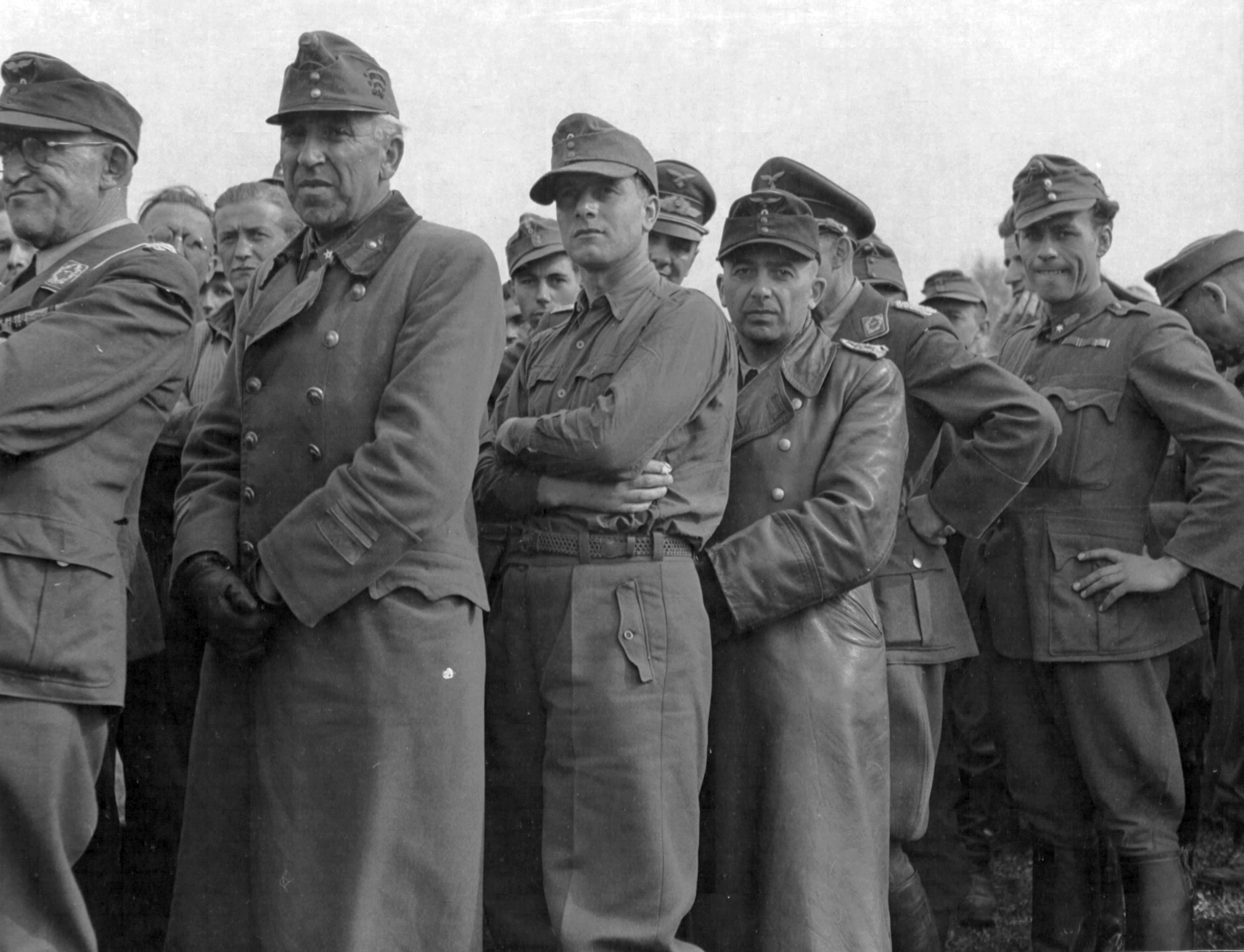
Soldati della Wehrmacht nel 1945; l'età non giovanissima di molti di loro testimonia la grave crisi di manodopera delle forze tedesche all'epoca

Se sulla carta le unità tedesche erano ancora designate come "armate" e "corpi d'armata", la loro reale consistenza era ben al di sotto di quanto previsto per reparti con questa denominazione; in effetti, secondo un rapporto dello stesso OB West della prima metà di febbraio, l'Heeresgruppe B metteva in campo, sommando tutti i suoi uomini, una forza reale equivalente ad appena sei divisioni e mezzo a ranghi completi. Il continuo drenaggio di risorse dato dalle offensive sovietiche a est aveva impedito alla Wehrmacht di ripianare le tremende perdite umane subite nell'offensiva delle Ardenne, e tutte le unità schierate sul fronte occidentale erano deboli e ben al di sotto dell'organico previsto: molte divisioni schieravano una forza da combattimento di fanteria pari a uno o due battaglioni, e l'intero LXVI. Armeekorps di Lucht era in realtà un unico kampfgruppe ottenuto dalla fusione dei resti di quattro distinte divisioni finite distrutte nei recenti combattimenti nelle Ardenne e sull'Eifel. Le unità di paracadutisti (Fallschirmjäger) erano quasi a pieno organico ma solo perché, dipendendo dal comando dell'aviazione invece che da quello dell'esercito, erano state riempite da personale di squadriglie aeree rimaste a terra a causa della penuria di aerei e carburante; le divisioni dell'esercito dovevano invece tirare avanti assorbendo come rimpiazzi uomini normalmente troppo giovani o troppo anziani per la prima linea, oppure convalescenti per malattie o ferite. Molti comandanti si lamentavano del fatto di avere troppi pochi uomini per presidiare tutti i bunker della Linea Sigfrido. La perdita nel 1944 dei pozzi petroliferi in Romania aveva lasciato la Germania senza il suo principale fornitore di carburanti, il che causava problemi a tutti i livelli della macchina bellica tedesca. Le unità d'artiglieria avevano subito meno perdite rispetto alla fanteria e annoveravano ancora una significativa forza da combattimento, ma senza carburante dovevano ripiegare sui cavalli per spostare i loro pezzi: questo le rendeva lente a prendere posizione, e vulnerabili in caso di ritirata. L'industria tedesca continuava a sfornare grossi quantitativi di carri armati e veicoli blindati, ma a discapito della produzione di pezzi di ricambio e della qualità meccanica dei mezzi: nel marzo 1945 circa un terzo di tutti i blindati della 15. Armee era bloccato nelle officine a causa dei guasti, mentre i restanti erano penalizzati nei movimenti dalla mancanza di carburante.
Tanto von Rundstedt all'OB West quanto Model all'Heersgruppe B si rendevano conto dell'insensatezza di combattere gli Alleati in Renania con le forze disponibili, e favorivano la conduzione solo di azioni ritardanti mentre il grosso delle forze tedesche si ritirava sulla sponda orientale del Reno, una barriera molto più formidabile dietro cui attendere le offensive nemiche. Per ordine diretto di Adolf Hitler, invece, la Wehrmacht doveva difendere con ostinazione ogni lembo di territorio tedesco, aggrappandosi alle difese fisse della Linea Sigfrido; per paura che i generali ne approfittassero per ordinare ritirate premature, Hitler rifiutò fino al 26 febbraio 1945 l'autorizzazione a costruire qualsiasi significativa fortificazione sulla sponda orientale del Reno. Questa tattica privava della necessaria flessibilità le unità tedesche, condannate all'immobilità e quindi a essere accerchiate una volta che gli statunitensi avessero aperto una breccia in un punto del fronte; Model obbediva fanaticamente ai comandi di Hitler, ma vari dei suoi sottoposti, davanti all'insensatezza di tali ordini, iniziarono ad attuare ritirate non autorizzate ogni volta che lo ritennero opportuno. Il morale scese a precipizio tanto tra i soldati quanto tra i loro comandanti.

## L'operazione

### La battaglia per Colonia

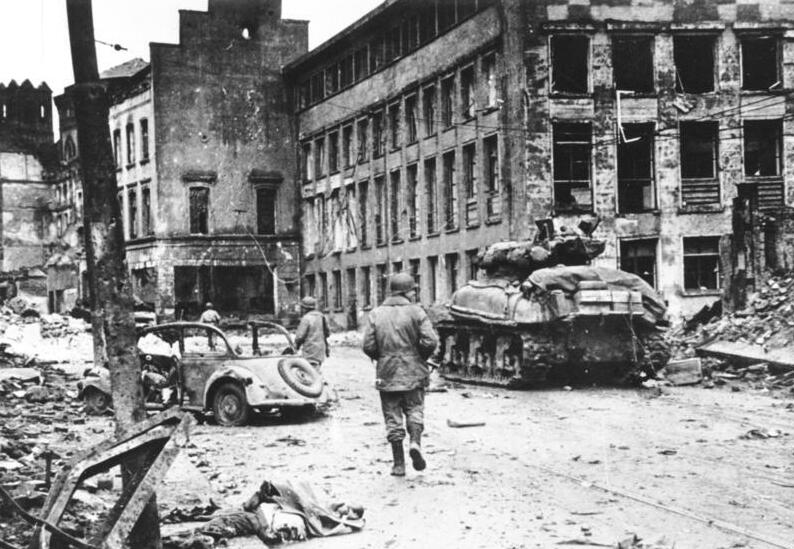
Carri armati e fanti statunitensi in marcia tra le rovine di Colonia

Il passaggio dall'operazione Grenade all'operazione Lumberjack fu quasi senza soluzione di continuità per il VII Corps di Collins: arrivato sulla sponda del fiume Erft il 27 febbraio, il corpo trascorse il giorno seguente a stabilire teste di ponte sulla sponda orientale e a gettare attraversamenti sul corso d'acqua, con sei ponti messi in posizione per l'inizio ufficiale di Lumberjack il 1º marzo. La spinta iniziale del VII Corps si sviluppò a nord di Colonia, con i corazzati della 3rd Armored Division a guidare l'avanzata affiancati sulla sinistra dalla 99th Infantry Division e sulla destra dalla 104th e 8th Infantry Division; il passaggio del fiume avvenne davanti a una resistenza piuttosto leggera, anche se reparti improvvisati del LVIII. Panzerkorps contesero per due giorni all'8th Division il possesso del villaggio di Mödrath sull'Erft. Il 2 marzo la 3rd Armored Division ingaggiò duri scontri con il Pazerkorps Bayerlein, la cui 9. Panzer-Division contese agli statunitensi ogni metro di terreno combattendo dietro difese campali appena approntate; supportata dagli attacchi dei cacciabombardieri, il 3 marzo la divisione statunitense ruppe infine il fronte tedesco prendendo la cittadina di Stommeln, mentre ai suoi fianchi la 99th e la 104th Division avanzavano a cavallo rispettivamente dell'autostrada Mönchengladbach-Colonia e Colonia-Aquisgrana. Pattuglie da ricognizione della 3rd Armored Division raggiunsero poco prima dell'alba del 4 marzo il Reno all'altezza del villaggio di Worringen, e Collins si affrettò a ridirigere la divisione verso sud alla volta di Colonia. Pressato dalla 99th Division, il Pazerkorps Bayerlein si asserragliò in una piccola testa di ponte lungo il Reno a nord di Worringen con i rimasugli dell'11. Panzer-Division e alcuni sbandati della 59. Infanterie-Division, mentre la 9. Panzer-Division finiva respinta verso la stessa Colonia; Bayerlein tenne la posizione fino al 5 marzo, quando ricevette il permesso di traghettare i superstiti della sua unità dall'altro lato del Reno.

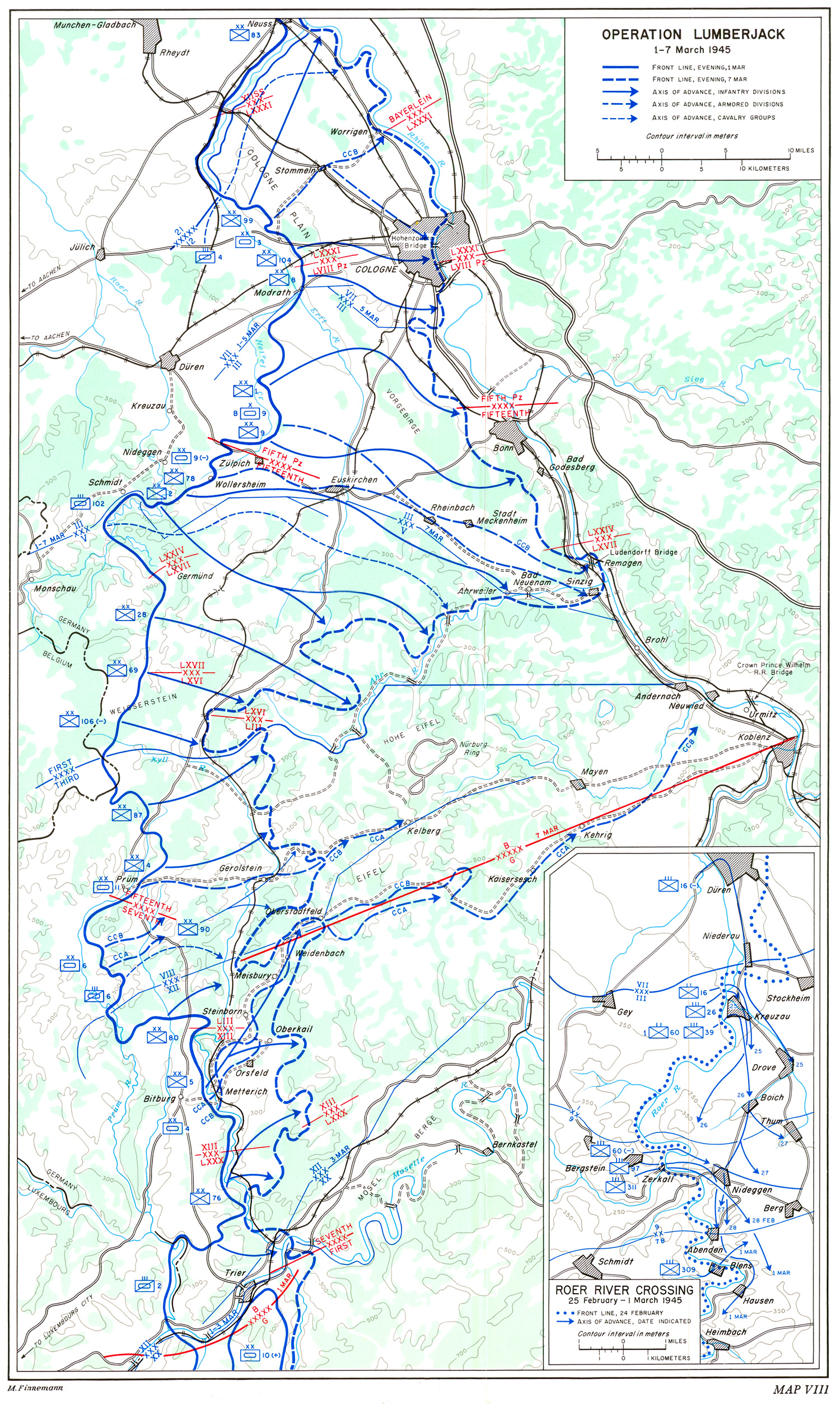
Carta generale dell'operazione Lumberjack dal 1º al 7 marzo 1945, con indicate (in blu) posizioni e movimenti dei reparti statunitensi

L'attacco statunitense a Colonia ebbe inizio il 5 marzo, con la 3rd Armored Division in arrivo da nord, la 104th Division da ovest e l'8th Division da sud. Quarta città della Germania per dimensioni, Colonia era difesa dal LXXXI. Armeekorps del generale Köchling il quale schierava, oltre ai resti della 9. Panzer-Division, alcuni rimasugli della 363. Volksgrenadier-Division e della 3. Panzergrenadier-Division oltre a unità locali della milizia nazionale (Volkssturm), composta mettendo assieme poliziotti, vigili del fuoco e chiunque fosse in grado di impugnare un'arma. La 3rd Armored affrontò la resistenza più dura, scontrandosi con reparti della 9. Panzer-Division supportati dai cannoni antiaerei posti a protezione del campo di aviazione a nord della città; la resistenza tedesca infine crollò dopo che il comandante della 9. Panzer-Division, generale Harald Freiherr von Elverfeldt, venne ucciso in combattimento. Mentre l'8th Division manovrava per chiudere l'ultima via di fuga dei tedeschi a sud, il 6 marzo la 3rd Armored irruppe nel centro cittadino, quasi del tutto raso al suolo dai bombardamenti alleati degli anni passati; entro mezzogiorno del successivo 7 marzo quasi tutta Colonia era in mano agli statunitensi, anche se i tedeschi avevano avuto il tempo di far saltare tutti i ponti cittadini sul Reno. I resti del LXXXI. Armeekorps e del confinante LVIII. Panzerkorps furono traghettati sulla sponda orientale del Reno la mattina dell'8 marzo, mentre il VII Corps di Collins consolidava le sue posizioni sulla riva occidentale.

### Sfondamento al centro
Mentre il VII Corps di Collins partecipava all'operazione Grenade della Ninth Army, il III Corps di Millikin al centro della linea della First Army di Hodges aveva dato avvio ai preparativi per Lumberjack. Il corpo si trovava schierato lungo la riva occidentale del Roer, che in quel punto correva lungo una gola molto scoscesa; piuttosto che rischiare un attraversamento d'assalto del fiume, Hodges dispose una manovra aggirante sul fianco nord del corpo. La divisione più settentrionale di Millikin, la 1st Infantry Division, attraversò senza colpo ferire il Roer il 25 febbraio passando sopra i ponti allestiti due giorni prima dal VII Corps a Düren, piegò a sud e attaccò sul fianco i reparti tedeschi che difendevano la sponda orientale, prendendo Kreuzau poco dopo mezzogiorno; questo consentì ai genieri statunitensi di allestire qui rapidamente un ponte che consentì, nel tardo pomeriggio, l'attraversamento dei primi reparti della divisione centrale del III Corps, la 9th Infantry Division, che a loro volta piegarono a sud diretti a liberare i punti di attraversamento per la successiva divisione. La 9th Division attaccò quindi Nideggen il 27 febbraio, piegando la resistenza offerta dalla 3. Fallschirmjäger-Division; il giorno successivo la 78th Infantry Division passò il Roer nel settore liberato dalla 9th Division, piegò a sud e diresse a liberare i punti di attraversamento per il successivo corpo d'armata della First Army, il V Corps di Huebner.
Millikin fece affluire il più rapidamente possibile i corazzati della 9th Armored Division nella testa di ponte a oriente del Roer, e il 1º marzo la divisione iniziò la spinta in direzione di Euskirchen. I combattimenti più intensi di quel primo giorno di Lumberjack si svilupparono a Wollersheim, dove la 3. Fallschirmjäger-Division rinforzata da carri armati e cannoni d'assalto contese per tutto il giorno il passo alla 9th Armored Division; la posizione cadde poi il 2 marzo davanti a una doppia manovra di accerchiamento della 9th Armored Division da nord e dalla 78th Division da sud, e gli statunitensi iniziarono a dilagare. Il LXXIV. Armeekorps del generale Püchler non aveva praticamente alcuna riserva con cui tamponare lo sfondamento nemico, e l'avanzata statunitense in direzione dell'alto corso del fiume Erft prese slancio nonostante l'ostacolo dato dal terreno fangoso. Il 3 marzo Millikin riorientò la direttrice di avanzata delle sue truppe: la 1st Division doveva dirigere verso il Reno a nord di Bonn, con la 9th Division incaricata di avanzare sulla città stessa; la 9th Armored Division doveva inviare una colonna verso la sponda del Reno a sud di Bonn, mentre una seconda colonna, protetta sul fianco sud dalla 78th Division, doveva continuare la spinta verso sud-est alla volta del fiume Ahr per stabilirvi un collegamento con i reparti della Third Army. Nel frattempo, la 2nd Infantry Division del V Corps attraversò i ponti allestiti dalla 78th Division e mosse verso sud in direzione di Gemünd, prendendo sul fianco le forze tedesche ancora schierate sull'Eifel.

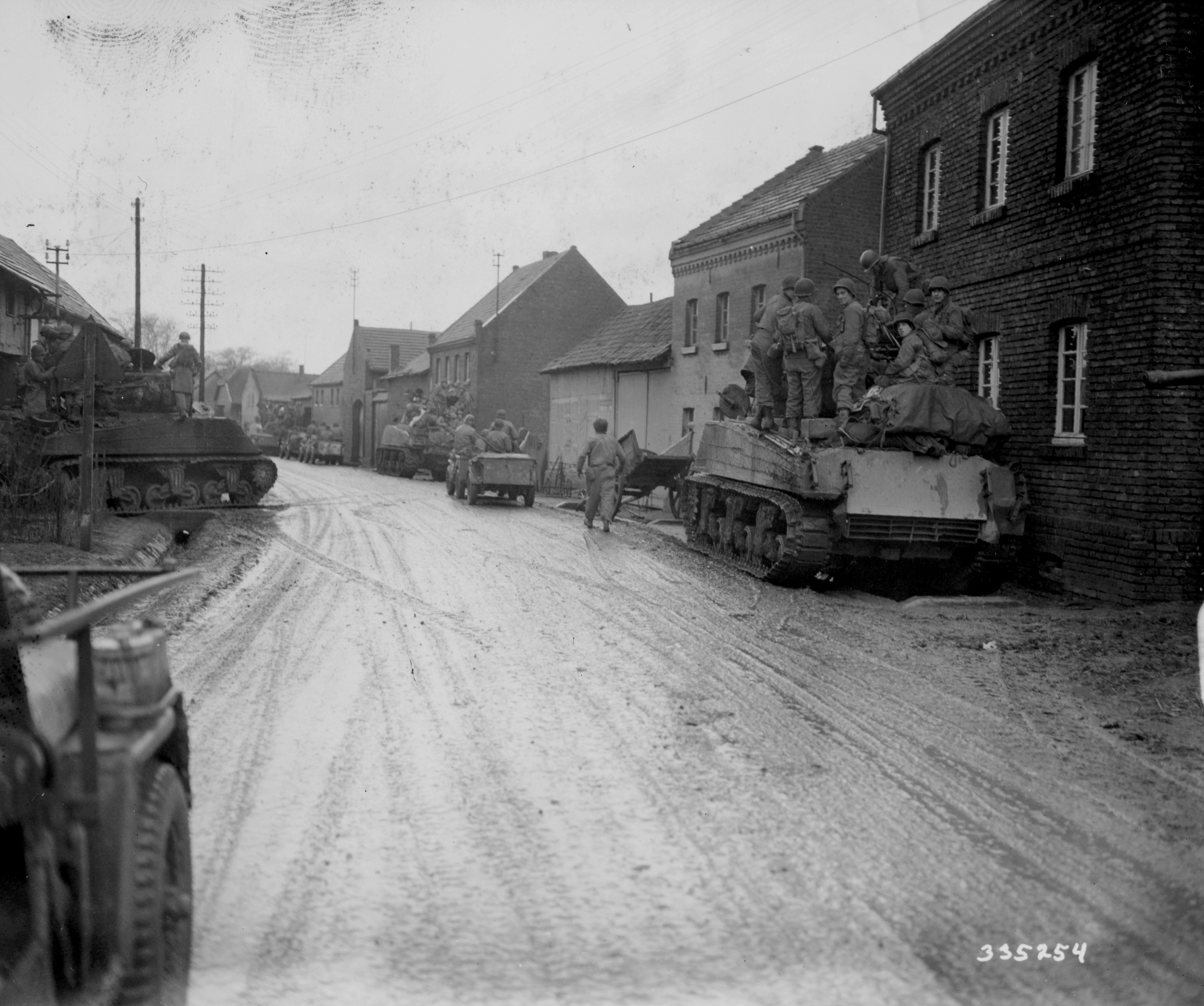
Carri e fanteria meccanizzata della 9th Armored Division avanza tra le strade del villaggio tedesco di Kleinbullesheim il 6 marzo 1945

Il comandante della 15. Armee von Zangen si rese ben presto conto che l'avanzata statunitense verso sud-est alla volta dell'Ahr avrebbe tagliato fuori il LXVII. e il LXVI. Armeekorps che ancora resistevano sulle propaggini dell'Eifel, e chiese il permesso di ritirarli verso est in modo che potessero andare a difendere il settore di Remagen, dove un grosso ponte ferroviario sul Reno costituiva un'arteria fondamentale per i rifornimenti della sua armata. Ligio agli ordini di Hitler, Model vietò ogni ritirata dai capisaldi della Linea Sigfrido; stimando che Bonn fosse l'obiettivo principale del III Corps statunitense, il feldmaresciallo ordinò al LXXIV. Armeekorps di Püchler di ripiegare combattendo in direzione della città dove avrebbe dovuto asserragliarsi a difesa, promettendo di inviare in sostegno i reparti della 11. Panzer-Division appena evacuati dalla sponda occidentale del Reno a nord di Colonia. La resistenza tedesca era ormai in pieno disfacimento, e il nodo stradale di Euskirchen fu preso dalla punta avanzata della 9th Armored Division il 4 marzo a fronte solo di una leggera opposizione nemica. Il 6 marzo Millikin modificò nuovamente le sue direttrici di avanzata, visto che tanto Bradley quanto Hodges insistevano perché dirigesse primariamente a sud-est verso l'Ahr per ricongiungersi con la Third Army piuttosto che verso est alla volta del Reno: la 1st Division si vide riassegnare Bonn come obiettivo, mentre la 9th Division doveva dirigere più a sud a Bad Godesberg; la 9th Armored Division doveva distaccare una task force in direzione del Reno a Remagen, ma il grosso della divisione doveva puntare a raggiungere l'Ahr tra Sinzig e Bad Neuenahr, con al suo fianco la 78th Division diretta ad Ahrweiler.

### Patton nell'Eifel
Nel settore della Third Army di Patton le operazioni offensive statunitensi non conobbero praticamente alcuna interruzione, transitando dagli attacchi a obiettivi limitati di febbraio all'avvio di Lumberjack ai primi di marzo. Con la First Army di Hodges incaricata di chiudere l'accerchiamento sui tedeschi lungo l'Ahr, Patton era più libero di ragionare in termini di avanzata lineare dalle sue posizioni al corso del Reno: il XII Corps di Eddy, in posizione dietro al fiume Kyll, aveva come obiettivo finale la città di Andernach, mentre il VIII Corps di Middleton, in posizione dietro al fiume Prüm, doveva raggiungere il Reno a Brohl, a metà strada tra Andernach e il corso dell'Ahr. Dall'altro lato del fronte, la 7. Armee di Felber aveva poco da opporre all'imminente offensiva, visto che buona parte delle sue divisioni non era nulla di più di kampfgruppe da poche migliaia di uomni; quanto a lungo la 7. Armee avrebbe potuto resistere nell'Eifel dipendeva interamente da quanto presto e con quanta energia gli statunitensi avessero attaccato. Felber aveva chiesto il permesso di far ripiegare le sue truppe a sud della Mosella, in particolare per impedire che, una volta sfondato il fronte, la Third Army potesse piegare a meridione, invadere la Saarland attraverso la Mosella e prendere alle spalle la 1. Armee che ancora teneva i bunker della Linea Sigfrido al confine con la Francia; la richiesta, prevedibilmente, venne ignorata dai comandi superiori, e l'unica misura adottata fu di spostare, il 2 marzo, l'armata di Felber dalla responsabilità dell'Heeresgruppe B di Model a quella dell'Heeresgruppe G del generale Paul Hausser, incaricato di difendere la Saarland. La misura fu più formale che altro: Hausser aveva in teoria più interesse di Model a seguire le vicende della 7. Armee, ma non aveva nel concreto risorse per rafforzarla.

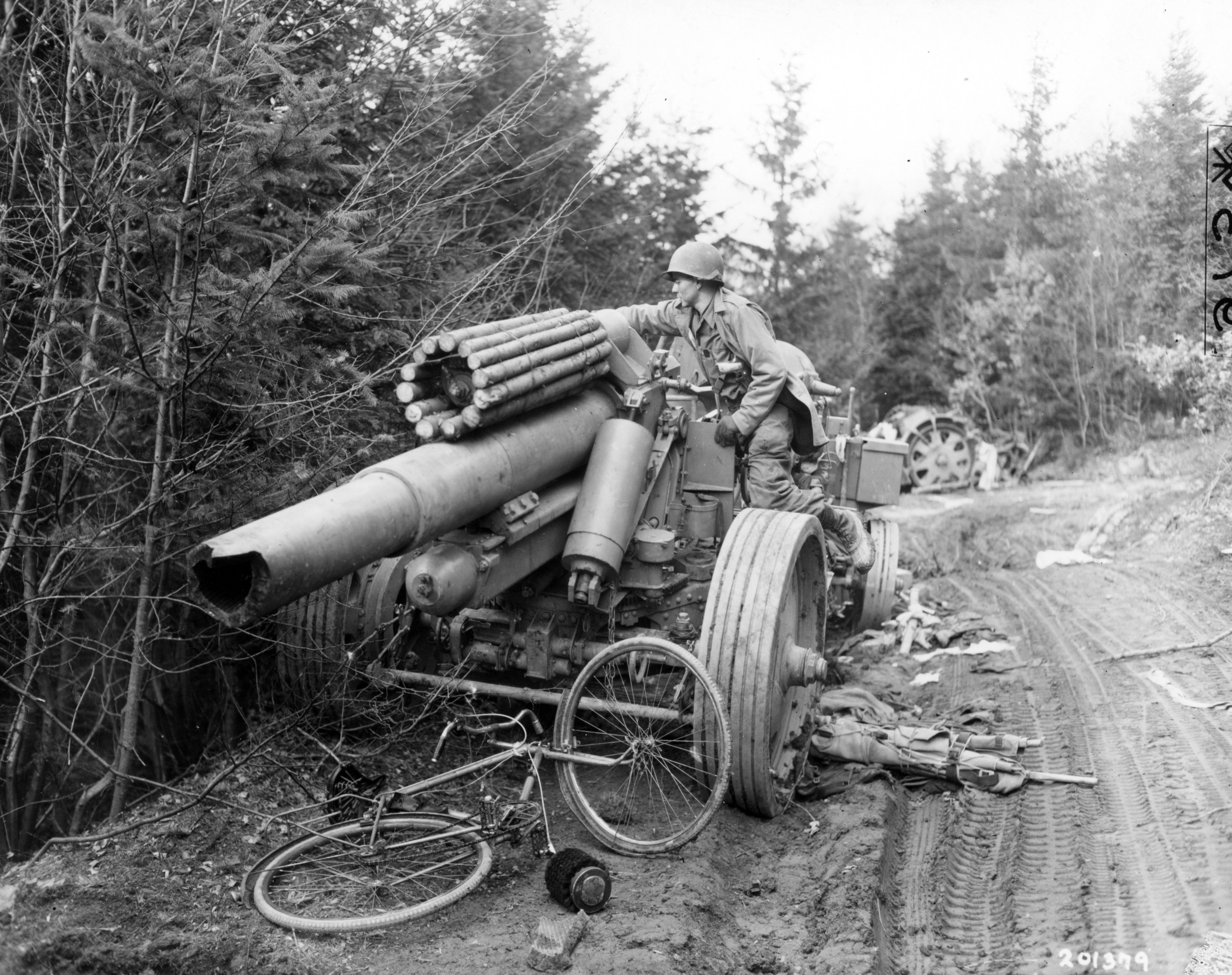
Un soldato della Third Army osserva un cannone tedesco da 150 mm abbandonato tra i boschi dell'Eifel nelle vicinanze del fiume Prüm

Il VIII Corps di Middleton attaccò per primo il 3 marzo, con la 4th e l'87th Infantry Division ad aprire la via oltre il corso del Prüm. L'avanzata iniziale fu lenta: gli statunitensi si trovavano ad affrontare l'Hohe Eifel ("Eifel alto" o "Eifel vulcanico"), una regione anche più montuosa e accidentata delle propaggini occidentali dell'Eifel conquistate in febbraio; l'attacco colpì inoltre una delle poche unità tedesche dotate di credibili capacità di combattimento presente in zona, la 5. Fallschirmjäger-Division schierata all'estrema ala meridionale della 15. Armee, la quale si difese con determinazione da posizioni bene organizzate. Passando attraverso le linee della 4th Division, i carri dell'11th Armored Division furono spinti in avanti per accelerare il crollo dei tedeschi, coprendo i pochi chilometri che separavano il corso del Prüm da quello del Kyll e raggiungendo la sponda occidentale di quest'ultimo nel tardo pomeriggio del 4 marzo a sud-ovest di Gerolstein; qui tuttavia gli statunitensi si ritrovarono inchiodati dall'intenso fuoco anticarro e di artiglieria che proveniva dalla sponda orientale. Solo il 6 marzo l'11th Armored Division riuscì a portare un contingente di fanteria oltre il corso del Kyll, ma pochi carri riuscirono a fare altrettanto prima che la sponda del fiume franasse, mentre la 4th Division alle spalle era ritardata dalla resistenza dei capisaldi tedeschi; andò meglio sui fianchi: a nord l'87th Division passò di slancio il Kyll a mezzogiorno del 6 marzo dopo aver catturato un ponte intatto, mentre a sud la 90th Infantry Division realizzò alcuni attraversamenti d'assalto del fiume all'alba del 6 marzo, prendendo l'abitato di Gerolstein nel tardo pomeriggio. Nel settore della 90th Division fu quindi allestito un ponte su cui, la mattina del 7 marzo, i corazzati dell'11th Armored Division poterono transitare per dare inizio allo sfruttamento dello sfondamento.
A sud del VIII Corps, il XII Corps di Eddy attaccò prima dell'alba del 3 marzo con la 5th Infantry Division, la quale passò il Kyll nei pressi di Metterich mettendo subito all'opera i genieri per gettare un ponte; l'unica riserva mobile della 7. Armee, i rimasugli della decimata 2. Panzer-Division, lanciò un contrattacco contro la testa di ponte della 5th Division, ma fu respinta. Dopo aver allargato a sufficienza la testa di ponte, all'alba del 5 marzo la 5th Division lasciò il posto ai reparti meccanizzati della 4th Armored Division: pur senza il supporto aereo a causa del perdurare di nevischio e cielo coperto, i carri armati statunitensi avanzarono prendendo un villaggio dietro l'altro, fermandosi al calare del buio a Weidenbach dopo un'avanzata di quasi 20 chilometri dal Kyll e dopo aver raccolto più di 1000 prigionieri. L'avanzata dei carri statunitensi riprese alle prime luci del 6 marzo, sfondando completamente l'ala nord del XIII. Armeekorps di von Oriola e infiltrandosi in profondità nell'ala sud del LIII. Armeekorps di von Rothkirch; il meteo pessimo e le strade strette e fangose erano l'ostacolo principale che gli statunitensi si trovavano di fronte, mentre gruppi di tedeschi tagliati fuori scendevano dalle loro posizioni sulle alture per arrendersi agli statunitensi che avanzavano nei fondovalle. Lo stesso generale von Rothkirch con il suo stato maggiore venne fatto prigioniero dopo essersi imbattuto per caso in un reparto statunitense.

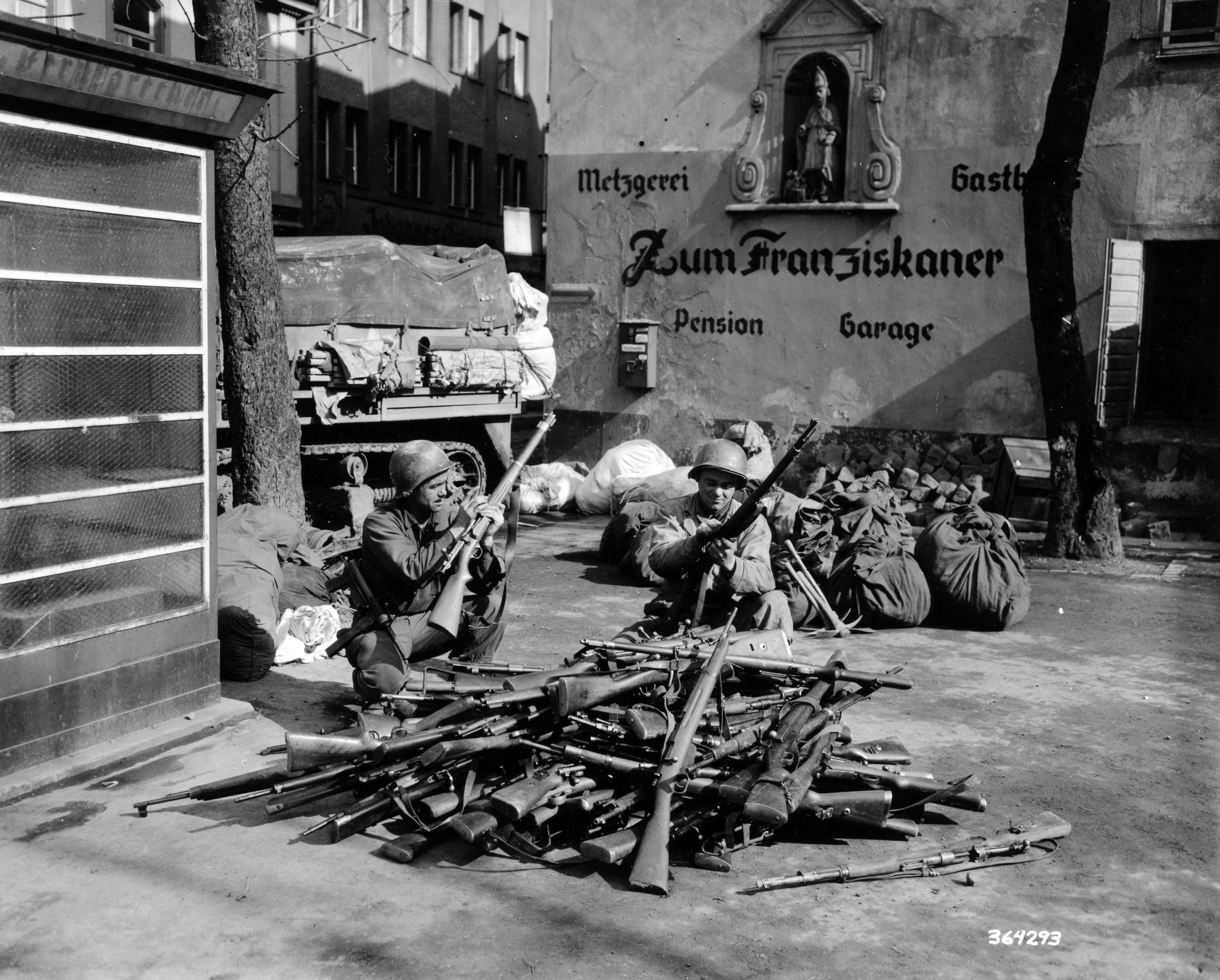
Soldati dell'11th Armored Division esaminano il 13 marzo 1945 fucili tedeschi catturati ad Andernach

Con tre corpi d'armata ormai prossimi ad essere accerchiati sull'Eifel, l'attenzione di Model continuava a essere focalizzata sulla difesa di Bonn. Il feldmaresciallo ordinò a quanto restava dell'11. Panzer-Division di ritornare sulla sponda occidentale del Reno e compiere una sortita fuori da Bonn, per contrattaccare in direzione di Rheinbach le punte avanzate del III Corps statunitense; l'ordine non poté essere eseguito perché la divisione non aveva più carburante. Il LXVII. Armeekorps del generale Hitzfeld, con tre divisioni di fanteria esistenti più che altro sulla carta, ricevette il 6 marzo l'ordine di sganciarsi dalle sue posizioni nell'Eifel ma solo per andare a contrattaccare il fianco del III Corps a sud-est di Rheinbach: un ordine assurdo, con le truppe tedesche prive di veicoli motorizzati spedite ad arrancare attraverso strade fangose mentre i reparti meccanizzati del III Corps sfilavano in direzione del Reno e dell'Ahr a tagliare la via di ritirata della 15. Armee. L'unico risultato della manovra ordinata a Hitzfeld fu di lasciare scoperto il fianco nord del LXVI. Armeekorps del generale Lucht, contro cui si abbatté il 6 marzo l'attacco del V Corps statunitense: lo stato maggiore del corpo tedesco finì interamente catturato dai reparti statunitensi, con lo stesso Lucht che sfuggì solo perché in quel momento era assente dal suo quartier generale. Il 7 marzo le posizioni del LXVI. e LXVII. Armeekorps nell'Eifel si erano completamente sgretolate sotto la pressione del V Corps; più a sud, l'11th Armored Division avanzò di 17 chilometri dal Kyll arrivando a sera nei pressi del circuito automobilistico del Nürburgring, mentre la marcia della 4th Armored Division era rallentata solo dalla necessità di doversi prendere carico di un gran numero di prigionieri tedeschi: al calare del sole quel 7 marzo la divisione era arrivata davanti Neuwied sul Reno, dopo essere avanzata di 70 chilometri in linea d'aria in due giorni e mezzo e aver preso 5000 prigionieri.

### Il ponte di Remagen

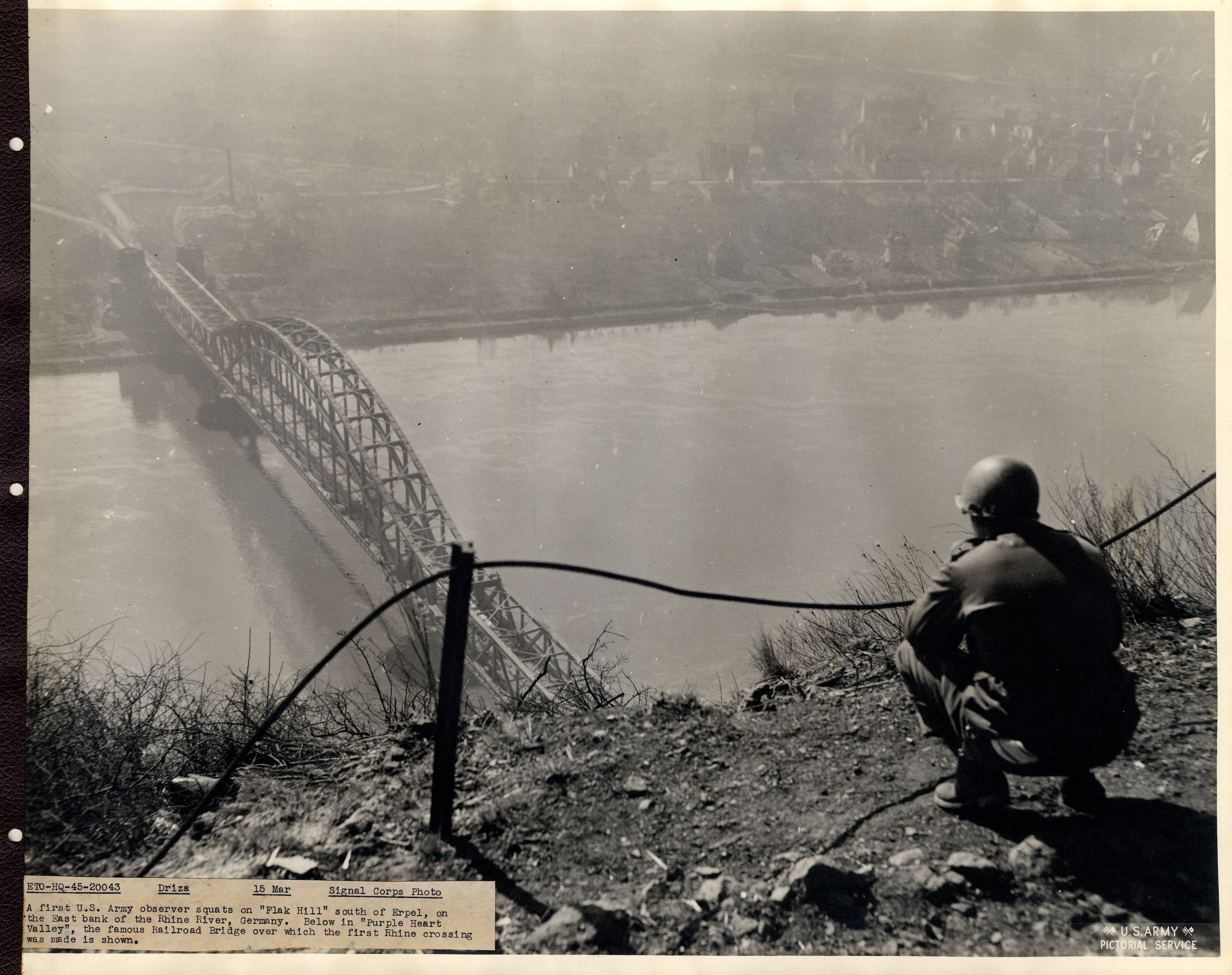
Un soldato statunitense osserva, dall'alto della collina dell'Erpeler Ley sulla sponda orientale del Reno, il Ponte Ludendorff a Remagen due giorni dopo la sua cattura il 7 marzo 1945

Vari ufficiali dello stato maggiore della First Army avevano accarezzato l'idea di impossessarsi di un ponte sul Reno intatto fin dall'inizio della pianificazione e dell'avvio di Lumberjack, ma la realizzazione un simile intento appariva così remota che la campagna di attacchi aerei degli Alleati contro i ponti stessi era proseguita per tutto febbraio, fermandosi all'inizio di marzo principalmente a causa del maltempo. I reparti ricevettero l'ordine di approfittare di ogni circostanza per catturare un ponte sul Reno, ma questa era più una disposizione di routine che l'inizio di un piano per sferrare un'offensiva sulla sponda orientale del fiume: nella First Army nessuno aveva stilato progetti concreti per sfruttare un attraversamento immediato del Reno, e l'enfasi dell'avanzata rimaneva sul ricongiungersi alla Third Army a sud dell'Ahr.
Il 6 marzo la punta avanzata del III Corps di Millikin, la 9th Armored Division, aveva ripreso con decisione la spinta verso sud-est: superata la resistenza di un blocco di forze tedesche al nodo stradale di Rheinbach, il Combat Command A (CCA) della divisione avanzò di 16 chilometri fermandosi a mezzanotte ad appena un chilometro e mezzo dall'Ahr; sul suo fianco sinistro, il CCB arrivò nel pomeriggio a Meckenheim, passando il resto della giornata a sgomberare la cittadina dalle forze tedesche. La mattina del 7 marzo la 9th Armored Division riprese la sua spinta: il CCA passo l'Ahr a Bad Neuenahr e, nonostante la dura resistenza opposta dai tedeschi, tagliò la strada che scorreva nella valle del fiume, l'ultima arteria che consentiva la ritirata delle forze della Wehrmacht dall'Eifel; il CCB impiegò il grosso delle sue forze per stabilire una testa di ponte a sud dell'Ahr nei pressi di Sinzig alla confluenza del fiume con il Reno, ma come previsto distaccò una forza ad hoc per dirigere alla volta di Remagen e del suo grosso ponte ferroviario sul Reno. Il ponte di Remagen (chiamato Ponte Ludendorff) rivestiva in effetti una grossa importanza per il rifornimento e il ripiegamento dei reparti della 15. Armee, ma le preoccupazioni di von Zangen circa la sua difesa furono liquidate come prive di importanza da Model, che continuava ad aspettarsi un attacco su Bonn. Alle 01:00 del 7 marzo la responsabilità della difesa della zona di Remagen fu ufficialmente assegnata al LXVII. Armeekorps del generale Hitzfeld: incaricato di condurre il progettato contrattacco contro il III Corps statunitense, Hitzfeld stava pensando più che altro a come evitare che il suo corpo d'armata rimanesse intrappolato sulla sponda occidentale del Reno, e spedì quindi immediatamente a Remagen il suo aiutante di campo, il maggiore Hans Scheller, con l'ordine di tenere il ponte aperto il più a lungo possibile. Scheller raggiunse Remagen alle 11:00, ma rimase privo dei necessari collegamenti radio con i suoi comandi superiori; questo causò un certo conflitto di autorità con il comandante delle difese del ponte, il capitano Willi Bratge, il quale a differenza di Scheller era invece più che intenzionato a impedire la caduta in mano nemica del manufatto facendolo saltare in aria al primo avvicinarsi dei reparti statunitensi.

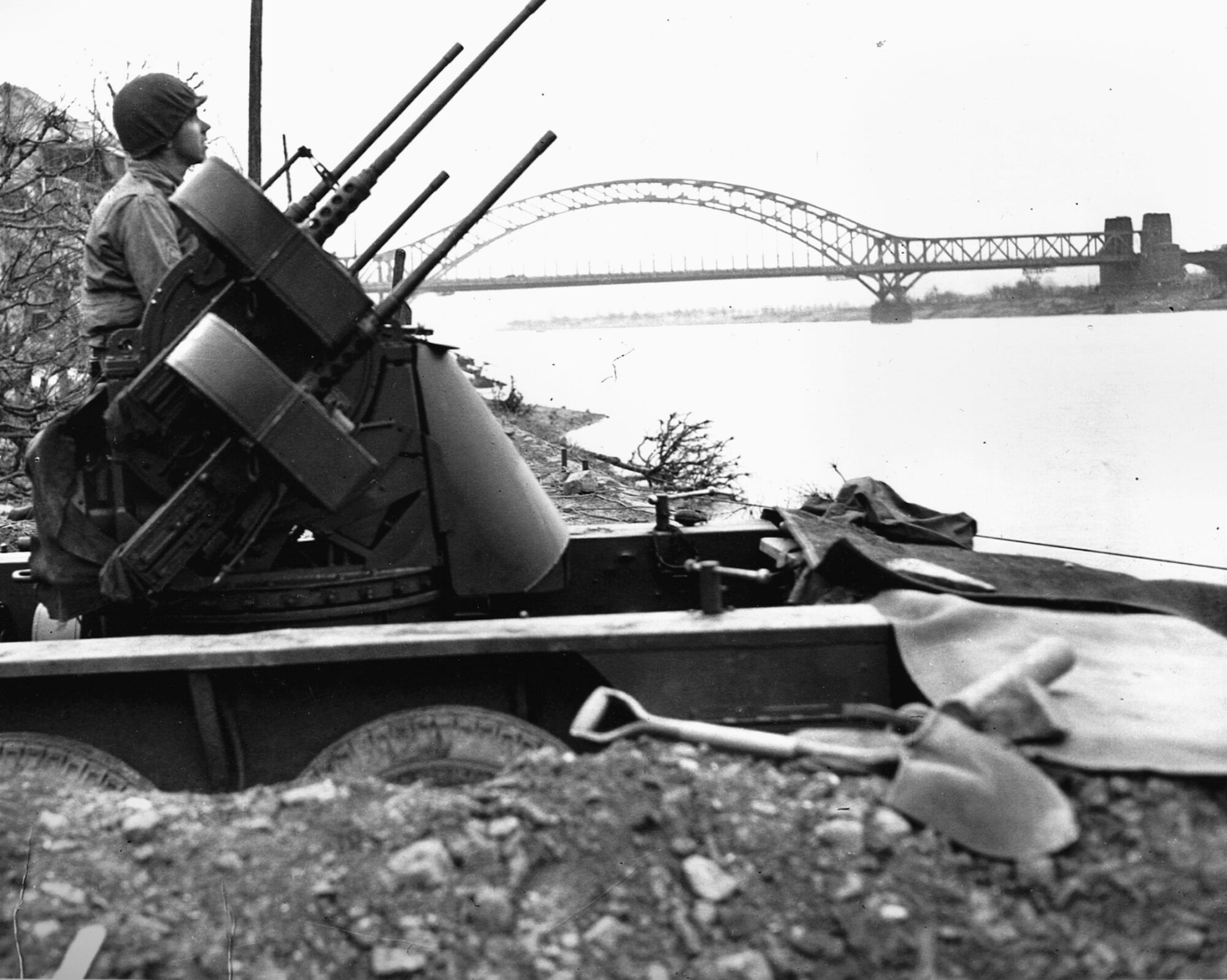
Una torretta antiaerea M45 Quadmount statunitense posta a protezione del ponte di Remagen, visibile sullo sfondo

Al comando del tenente colonnello Leonard Engeman, la task force distaccata dal CCB si mise in marcia per Remagen alle 08:20 del 7 marzo, incontrando strada facendo solo una leggera opposizione armata e gruppi di soldati tedeschi intenzionati più che altro ad arrendersi. Il distaccamento di Engeman iniziò l'attacco a Remagen intorno alle 13:00, incontrando una resistenza tedesca debole e disorganizzata; benché potesse udire i rumori della battaglia in corso alle porte di Remagen, Scheller respinse ancora una volta le richieste di Bratge di far saltare il ponte. Alle 14:30 le prime avanguardie statunitensi si presentarono davanti all'accesso occidentale del ponte; Scheller e i suoi ufficiali fuggirono sulla sponda orientale, e alle 15:20 il maggiore ordinò di far saltare il ponte: per motivi mai del tutto chiariti, il circuito principale di attivazione delle cariche non funzionò, mentre le cariche di demolizione secondarie esplosero solo parzialmente lasciando la struttura in gran parte intatta. Sorpresi dalla loro stessa fortuna, gli statunitensi si lanciarono alla carica sopra il ponte, catturandolo di slancio e portandosi sulla sponda orientale del Reno. Bratge e quanto restava della guarnigione tedesca si arresero, mentre Scheller approfittava della confusione per fuggire; per quanto potessero essere rintracciate responsabilità anche a più alto livello, il maggiore fu incolpato del disastro, processato sommariamente e quindi fucilato pochi giorni dopo.
Il caos e la disorganizzazione ritardarono la risposta tedesca alla perdita del ponte di Remagen; il quartier generale dell'Heeresgruppe B ne fu informato solo nella notte tra il 7 e l'8 marzo, mentre un contrattacco di un improvvisato gruppo di genieri tedesco sferrato nelle prime ore dell'8 marzo fu facilmente respinto dalle truppe statunitensi già attestate a est del Reno. Hitler andò su tutte le furie quando ricevette la notizia, e l'8 marzo destituì von Rundsted dalla guida dell'OB West rimpiazzandolo con il feldmaresciallo Albert Kesselring, richiamato dal fronte italiano; Hitler ordinò che ogni arma disponibile venisse impiegata per distruggere il ponte. L'artiglieria tedesca godeva di buone posizioni di tiro nelle colline attorno a Remagen, e almeno un centinaio di pezzi iniziò a prendere di mira il ponte guidato da un osservatore rimasto nascosto in città; il ponte fu colpito varie volte, ma rimase chiuso al traffico solo per brevi periodi. Dopo l'11 marzo, perso l'osservatore avanzato e scemate le scorte di munizioni, il fuoco dell'artiglieria tedesca iniziò a diminuire in accuratezza e intensità. La Luftwaffe iniziò sin dal pomeriggio dell'8 marzo una campagna di attacchi aerei impiegando ogni velivolo disponibile, dai vecchi bombardieri in picchiata Junkers Ju 87 "Stuka" ai moderni aviogetti Messerschmitt Me 262 e Arado Ar 234, ma invano: attorno al ponte fu realizzata la più grande concentrazione di fuoco antiaereo della storia dell'Esercito statunitense, con sedici batterie di cannoni e trentatré di armi automatiche per un totale di 672 pezzi di ogni calibro; nessun aereo tedesco riuscì a colpire il ponte, mentre gli artiglieri statunitensi rivendicarono l'abbattimento di 140 apparecchi nemici. Hitler ordinò di puntare contro il ponte anche i missili balistici V2, abitualmente impiegati per attacchi strategici contro Londra: undici missili furono sparati dai siti di lancio tedeschi nei Paesi Bassi, ma senza un sistema di puntamento adeguato a colpire un obbiettivo più piccolo di un'intera città finirono con l'esplodere in tratti di aperta campagna o nel fiume. Altri attacchi furono poi tentati tramite mine lasciate alla deriva nella corrente del Reno, e poi tramite una squadra di sommozzatori dotata di esplosivi, ma in tutti i casi furono sventati dalla sorveglianza delle truppe statunitensi. L'accumularsi dei danni subiti portò infine al crollo del Ponte Ludendorff il 17 marzo, ma per quella data gli statunitensi avevano ormai allestito nelle sue vicinanze passerelle e traghetti sostitutivi; un ponte Bailey galleggiante rimpiazzò poi il ponte originario il 20 marzo.

### Sfruttare il successo

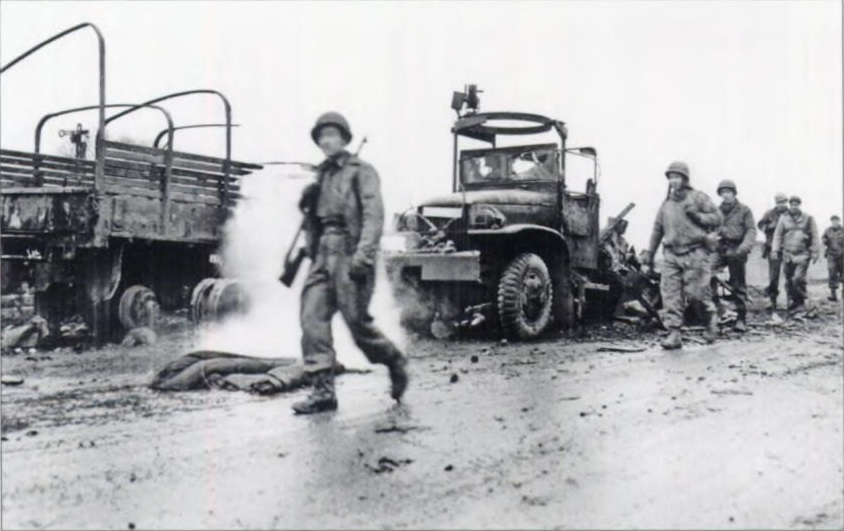
Soldati statunitensi superano una colonna di camion colpiti dal fuoco dell'artiglieria tedesca nei pressi di Remagen

La notizia della presa del ponte e dell'attraversamento dei reparti statunitensi raggiunse il quartier generale del III Corps di Millikin alle 16:30 di quel 7 marzo, risalendo rapidamente tutta la gerarchia statunitense fino ad arrivare ai vari Hodges, Bradley ed Eisenhower. Quali che fossero i programmi originari, questi furono rapidamente accantonati: il III Corps fu sollevato dalla missione di attraversare l'Ahr e ricongiungersi alla Third Army, ricevendo invece l'ordine di spedire quante più truppe possibile a est del Reno. Le strade che conducevano a Remagen furono ben presto intasate di truppe e veicoli  statunitensi: le prime unità a passare il fiume, oltre al resto del CCB della 9th Armored Division subito richiamato dalla zona di Sizing, furono due reggimenti e tre battaglioni tratti dagli organici della 9th e 78th Infantry Division, ed entro 24 ore dalla cattura del ponte 8000 soldati statunitensi con carri armati e cacciacarri erano stati portati sulla sponda orientale del Reno. Passata l'euforia iniziale, tuttavia, il quartier generale di Eisenhower riconsiderò con più lucidità la questione: l'attraversamento del Reno era avvenuto in un cattivo punto, visto che in quella zona la sponda orientale era sovrastata dai rilievi collinari e boscosi del Westerwald, prestandosi male ad avanzate in profondità di reparti meccanizzati; l'attraversamento era avvenuto anche nel momento sbagliato, visto che le riserve degli Alleati erano impegnate in gran parte nella campagna di Montgomery nel nord della Renania. Il 9 marzo Eisenhower ordinò a Millikin di estendere la testa di ponte a est del Reno solo quel tanto che bastava a ospitare una forza di cinque divisioni; oltre alla 9th Armored Division e alla 9th e 78th Infantry Division, furono inviate a Remagen anche la 99th Infantry Division e la 7th Armored Division. Bradley istruì Hodegs di limitare l'avanzata a circa un chilometro e mezzo al giorno, secondo uno schema in più linee di fase volto a sottrarre il ponte prima al tiro diretto delle armi leggere e poi a quello dell'artiglieria tedesca; raggiunto il tracciato dell'autostrada Ruhr-Francoforte, circa undici chilometri a est del Reno, le truppe dovevano attestarsi a difesa in attesa che i piani per ulteriori avanzate venissero elaborati.

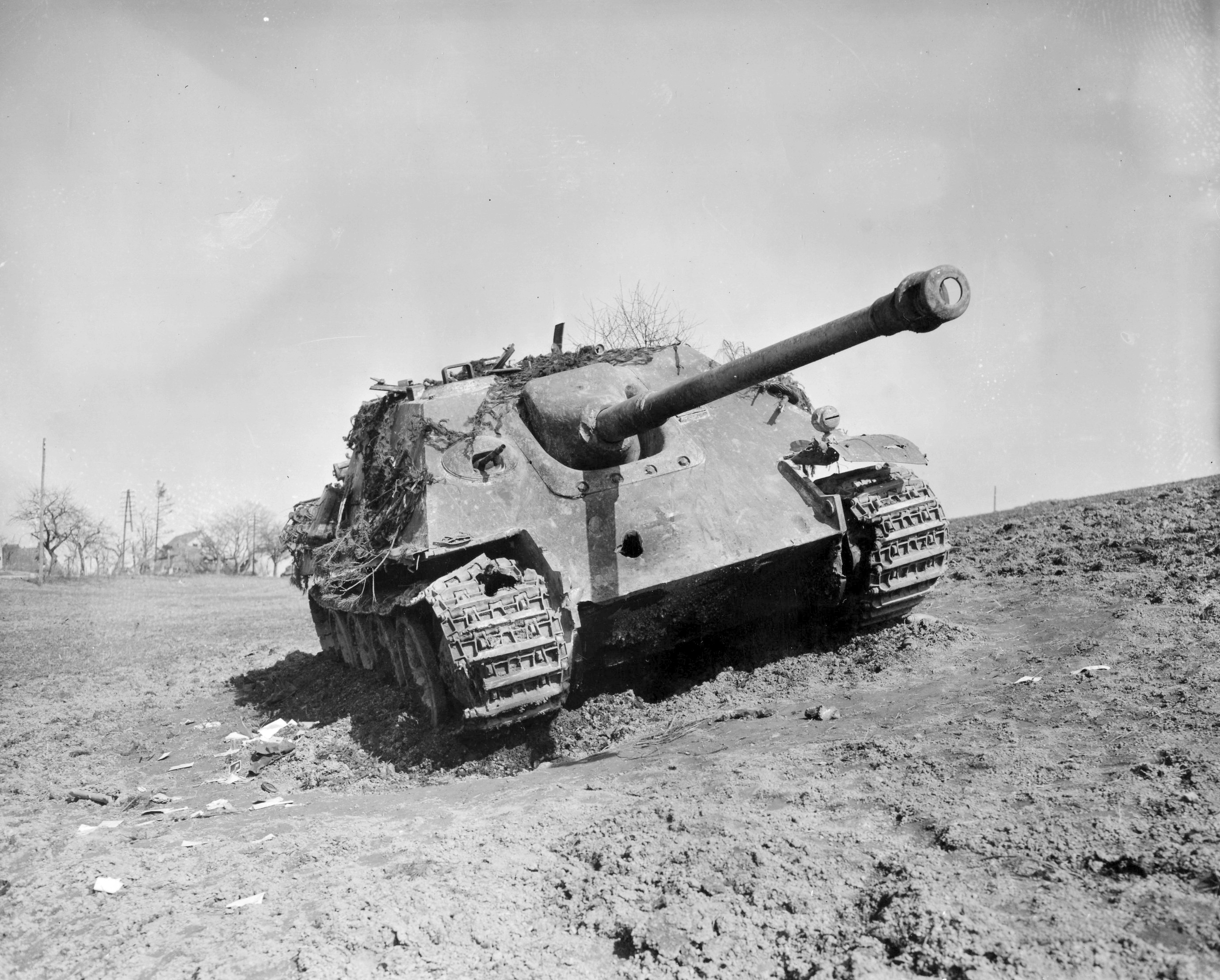
Un cacciacarri Jagdpanzer V Jagdpanther tedesco messo fuori combattimento il 15 marzo 1945 durante gli scontri con la First Army a est del Reno

Il 9 marzo il generale Bayerlein assunse il comando delle forze tedesche schierate attorno alla testa di ponte di Remagen, prendendo sotto di sé quanto restava del quartier generale del LIII. Armeekorps; Bayerlein preparò i piani per un contrattacco immediato contro la testa di ponte impiegando tutte le unità corazzate nelle vicinanze, ma le disponibilità tedesche erano ridotte ai minimi termini: richiamata dalla zona di Bonn, l'11. Panzer-Division aveva solo 4000 uomini e 25 carri armati, mentre la 9. Panzer-Division metteva in campo 600 uomini e 15 carri e la Panzer-Lehr-Division solo 300 uomini e 15 carri. Model stesso dovette riconoscere la futilità di un contrattacco con simili forze, e il 10 marzo ordinò a Bayerlein di attestarsi a difesa per contenere l'espansione della testa di ponte. Le forze tedesche rimaste sulla sponda occidentale stavano intanto cercando solo un modo per salvarsi: il LXXIV. Armeekorps rimase intrappolato in una sacca attorno a Bonn, isolata dalla presa di Bad Godesberg a sud il 7 marzo da parte della 9th Division statunitense; Bonn stessa cadde in mano al VII Corps statunitense il 9 marzo dopo una breve battaglia. La cattura di Remagen spinse il LXVII. Armeekorps di Hitzfeld a sud dell'Ahr, in una stretta sacca lungo il Reno tra Brohl e Andernach; abbandonando tutta l'artiglieria, i veicoli e l'equipaggiamento pesante, parte dei tedeschi riuscì a sottrarsi alla cattura attraversando il Reno su imbarcazioni, ma il 9 marzo l'11th Armored Division fece collassare la sacca prendendo più di 12500 prigionieri.

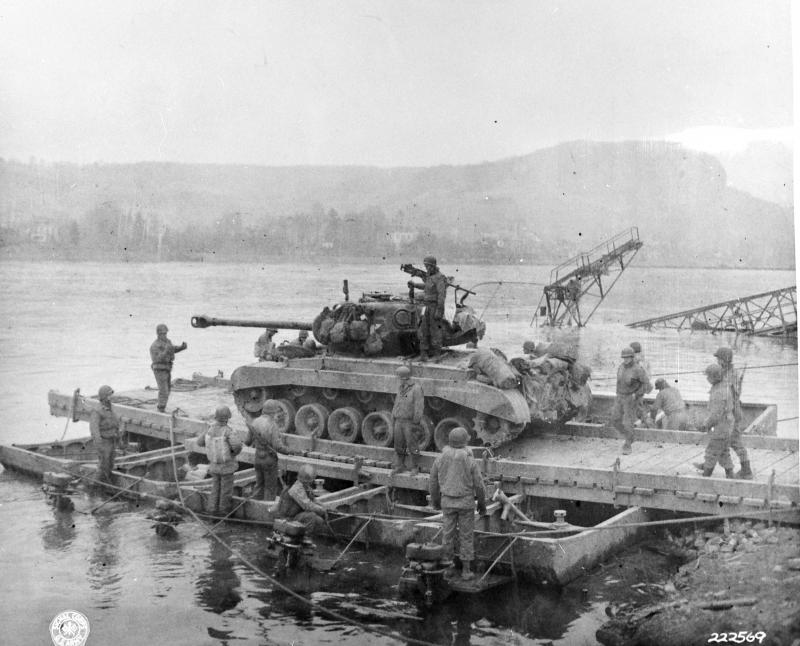
Un carro armato M26 Pershing traghettato dai genieri statunitensi attraverso il Reno durante gli scontri per il possesso della testa di ponte di Remagen nel marzo 1945

A partire dall'8 marzo il III Corps di Millikin iniziò una spinta controllata per allargare i confini della testa di ponte a est del Reno. Entro la fine del successivo 10 marzo la 78th Division era arrivata a Bad Honnef, lungo il Reno otto chilometri a nord del ponte, mentre a sud un battaglione meccanizzato della 9th Armored Division si spinse fino a Linz am Rhein, a quasi cinque chilometri dal ponte; più difficile fu l'avanzata verso est, dove il terreno impervio dei rilievi del Westerwald e il fuoco dell'artiglieria tedesca limitarono l'avanzata della 9th Infantry Division a solo un chilometro e mezzo dal ponte. Su istruzioni di Hodges, dall'11 marzo Millikin iniziò a riorientare lo sforzo del suo corpo d'armata per ampliare la testa di ponte verso nord, al fine di liberare siti di attraversamento per portare sulla sponda opposta del Reno anche il VII Corps di Collins; la resistenza tedesca andava indurendosi, e quello stesso 11 marzo un contrattacco limitato dell'11. Panzer-Division portò alla rioccupazione temporanea di Bad Honnef. La 15. Armee di von Zangen assunse la direzione degli sforzi per contenere la testa di ponte, ma si svilupparono contrasti sul modo migliore di procedere: per von Zangen gli statunitensi si sarebbero spinti principalmente verso est in direzione dell'autostrada Ruhr-Francoforte, primo passo per lanciare una manovra verso nord-est per accerchiare la Ruhr, ma Model ritenne che gli statunitensi avrebbero adottato un approccio più cauto, avanzando verso nord parallelamente al Reno al fine di raggiungere Düsseldorf e liberare punti di attraversamento per la Ninth Army, ancora sulla sponda ovest del fiume. Kesselring condivideva la visione di Model, e di conseguenza tutti i reparti corazzati disponibili furono concentrati del LIII. Armeekorps di Bayerlein nel settore nord della testa di ponte; a est e sud furono invece schierati i redivivi LXXIV. Armeekorps di Püchler e LXVII. Armeekorps di Hitzfeld, composti ormai da divisioni di fanteria esistenti più che altro sulla carta.
L'espansione della testa di ponte procedette gradualmente, ma a un ritmo molto lento; questo, unitamente a una certa confusione nell'afflusso delle truppe dato dalle varie strozzature nelle linee di comunicazione, esacerbò i rapporti già non buoni tra Hodges e Millikin: con una decisione piuttosto controversa, il 17 marzo Hodges sollevò Millikin dal comando del III Corps e lo sostituì con il generale James Van Fleet. Il VII Corps di Collins assunse, a partire dal 15 marzo, la responsabilità della metà settentrionale della testa di ponte, mentre il III Corps manteneva quella della metà meridionale. Sotto la direzione del VII Corps, la 1st e la 78th Division guidarono la spinta verso nord, riprendendo Bad Honnef e spingendosi a nord-est fino ad arrivare, il 16 marzo, a tagliare l'autostrada Ruhr-Francoforte; i tedeschi ripiegarono dietro la linea di difesa naturale rappresentata dal corso del fiume Sieg, che sfocia nel Reno poco a valle di Bonn, e il VII Corps liberò quindi vari siti di attraversamento a sud di Bonn gettando, tra il 17 e il 21 marzo, altri tre ponti sul Reno. Il III Corps lanciò una decisa spinta in avanti il 18 marzo con la 9th e la 99th Division, occupando una grossa porzione dell'autostrada Ruhr-Francoforte e raggiungendo la valle del serpeggiante fiume Wied a est di Remagen; entro il 20 marzo il corpo d'armata di Van Fleet aveva raggiunto la linea finale fissata da Esienhower e Bradley, mentre il 22 marzo il VII Corps di Collins si attestò a sud del corso del Sieg. Questo pose di fatto fine all'operazione Lumberjack.

## Conseguenze

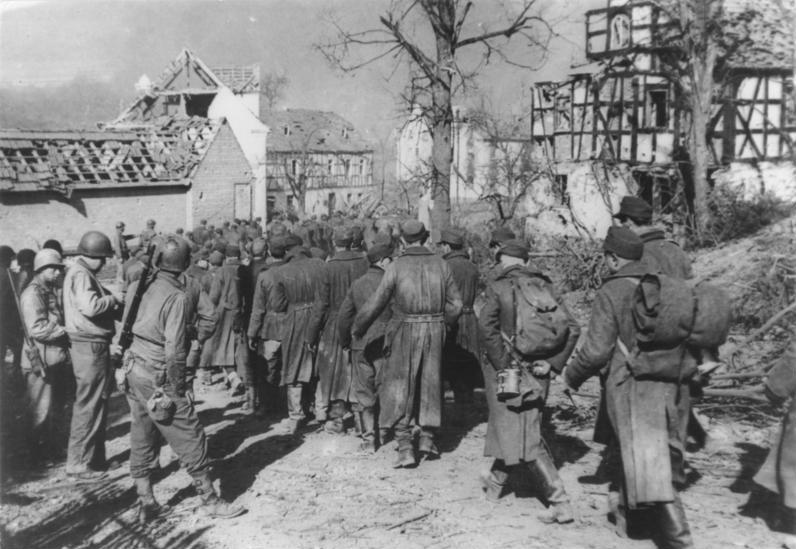
Soldati statunitensi (sulla sinistra) vedono sfilare una lunga colonna di prigionieri tedeschi catturati durante gli scontri del marzo 1945

L'operazione Lumberjack inferse un colpo pesantissimo alle forze della Wehrmacht sul fronte occidentale. I servizi di intelligence statunitensi calcolavano, all'inizio di marzo, la presenza di circa 40000 soldati tedeschi sul fronte della First Army e di circa 45000 su quello della Third Army, stime dettate dalla prudenza e probabilmente più alte delle cifre reali; nel corso dell'operazione furono 20000 i soldati tedeschi, tra cui tre generali, catturati a ovest del Reno dalle unità statunitensi, mentre altri 11700 caddero prigionieri durante i combattimenti a est del Reno tra il 7 e il 24 marzo. Per quanto una discreta parte dei soldati tedeschi fosse riuscita a fuggire in qualche modo agli accerchiamenti degli Alleati, le unità superstiti risultarono in gran parte disorganizzate e ancora più a corto di organico di quanto non fossero prima della campagna; montagne di equipaggiamento militare, munizioni, artiglieria e veicoli erano state abbandonate sulla sponda ovest del Reno dalle truppe tedesche in fuga.
Il Reno rappresentava l'ultimo grande ostacolo geografico che sbarrava agli Alleati occidentali la strada verso il cuore della Germania nazista; il fatto che la Wehrmacht, in ossequio all'ostinazione di Hitler, avesse sacrificato così tanti reparti nell'inutile tentativo di difendere il terreno a ovest del fiume fece sì che i tedeschi non avessero più abbastanza truppe per presidiare adeguatamente la sponda orientale, vanificando il valore difensivo del fiume stesso. La cattura del ponte di Remagen e l'impianto di una testa di ponte statunitense a est del Reno rappresentarono un colpo di scena di notevole impatto morale, galvanizzante per gli Alleati e deprimente per i tedeschi. La cattura del ponte ebbe tuttavia un impatto materiale sull'andamento della guerra più contenuto, principalmente per via del terreno difficile che si trovava a est di esso e che rese impossibile alla First Army attuare una penetrazione in profondità nelle retrovie nemiche; la presenza delle forze statunitensi a est di Remagen obbligò i tedeschi a dirottare in questa zona le loro principali riserve sguarnendo altri settori del fronte, ma a questo stadio della guerra la Werhmacht era così debole sul fronte occidentale che, anche in assenza della testa di ponte, gli Alleati avrebbero potuto passare il Reno in qualunque punto avessero voluto.
Oltre alla testa di ponte di Remagen, un secondo gradito lascito dell'operazione Lumbejack a favore degli Alleati fu la completa occupazione della sponda nord della Mosella da parte della Third Army di Patton, lungo un fronte esteso da Treviri fino alla confluenza del fiume con il Reno a Coblenza. Questo consentì a Eisenhower di includere le forze di Patton nell'ultima delle sue offensive in successione a ovest del Reno, l'operazione Undertone: da attacco singolo da parte della Seventh United States Army del generale Alexander Patch a partire dalla Lorena in direzione della Saarland, l'operazione fu rielaborata come un attacco a tenaglia da parte delle armate di Patton e Patch volto ad accerchiare e annientare le forze tedesche in tutto il Palatinato. Lanciata a partire dal 13 marzo quasi senza soluzione di continuità con l'arrivo della Third Army sulla Mosella, Undertone si risolse in un disastro enorme per i tedeschi: decimata dagli scontri nell'Eifel, la 7. Armee tedesca cedette di schianto sulla linea della Mosella e le forze di Patton dilagarono nelle retrovie, agevolando l'assalto frontale alle difese della Linea Sigfrido da parte della Seventh Army di Patch. Prima che l'Heeresgruppe G riuscisse a completare, il 24 marzo, il ripiegamento di quanto restava delle sue forze a est del Reno, la Third Army aveva fatto prigionieri circa 68000 tedeschi mentre la Seventh Army ne aveva presi altri 22000.
I grandi successi delle operazioni Lumberjack e soprattutto Undertone convinsero Eisenhower della bontà della strategia del fronte ampio rispetto a quella del singolo colpo potente sferrato in un singolo settore del fronte, a maggior ragione ora che i tedeschi non sembravano più in grado di difendere un fronte così esteso. Ai primi di marzo l'alto comando alleato stava dedicando tutta l'attenzione al progettato attraversamento d'assalto del Reno da parte del 21st Army Group di Montgomery, la futura operazione Plunder prevista per la fine di marzo; la lentezza con cui il britannico stava portando avanti i preparativi, e la sua eccessiva pretesa di porre ulteriori truppe statunitensi sotto il suo comando in vista dell'operazione, spinsero Eisenhower a dare un ruolo più attivo alle forze del Twelfth Army Group di Bradley nell'imminente campagna a est del Reno. Grazie a Undertone, il grosso delle forze della Third Army di Patton si trovava ora posizionato lungo il basso corso del Reno davanti alla regione di Francoforte, zona dove il fiume era più facilmente attraversabile rispetto a quella a nord della Mosella; Patton doveva attraversare il Reno qui, sfruttando l'effetto sorpresa e la profonda disorganizzazione in cui versavano le forze dell'Heeresgruppe G dopo Undertone, a cui non sarebbe stato dato il tempo di attestarsi a difesa del fiume. Contemporaneamente, la cattura di un tratto dell'autostrada Ruhr-Francoforte avrebbe consentito alla First Army di Hodegs di lanciare una puntata meccanizzata verso sud-est dalla testa di ponte di Remagen in direzione di Limburg an der Lahn, dove si sarebbe ricongiunta al fianco sinistro delle forze di Patton; le due armate affiancate avrebbero quindi sferrato un attacco a uncino verso nord-est in direzione di Kassel, costituendo la branca meridionale della vasta tenaglia che avrebbe infine chiuso in una vasta sacca l'intera regione della Ruhr. Iniziata il 22 marzo, la manovra si svolse esattamente secondo i piani di Eisenhower; alla Germania nazista rimaneva ormai poco più di un mese di vita.